# COVID-19-Pandemie in der Schweiz

Hinweisplakat der Kampagne «So schützen wir uns» (März 2020)

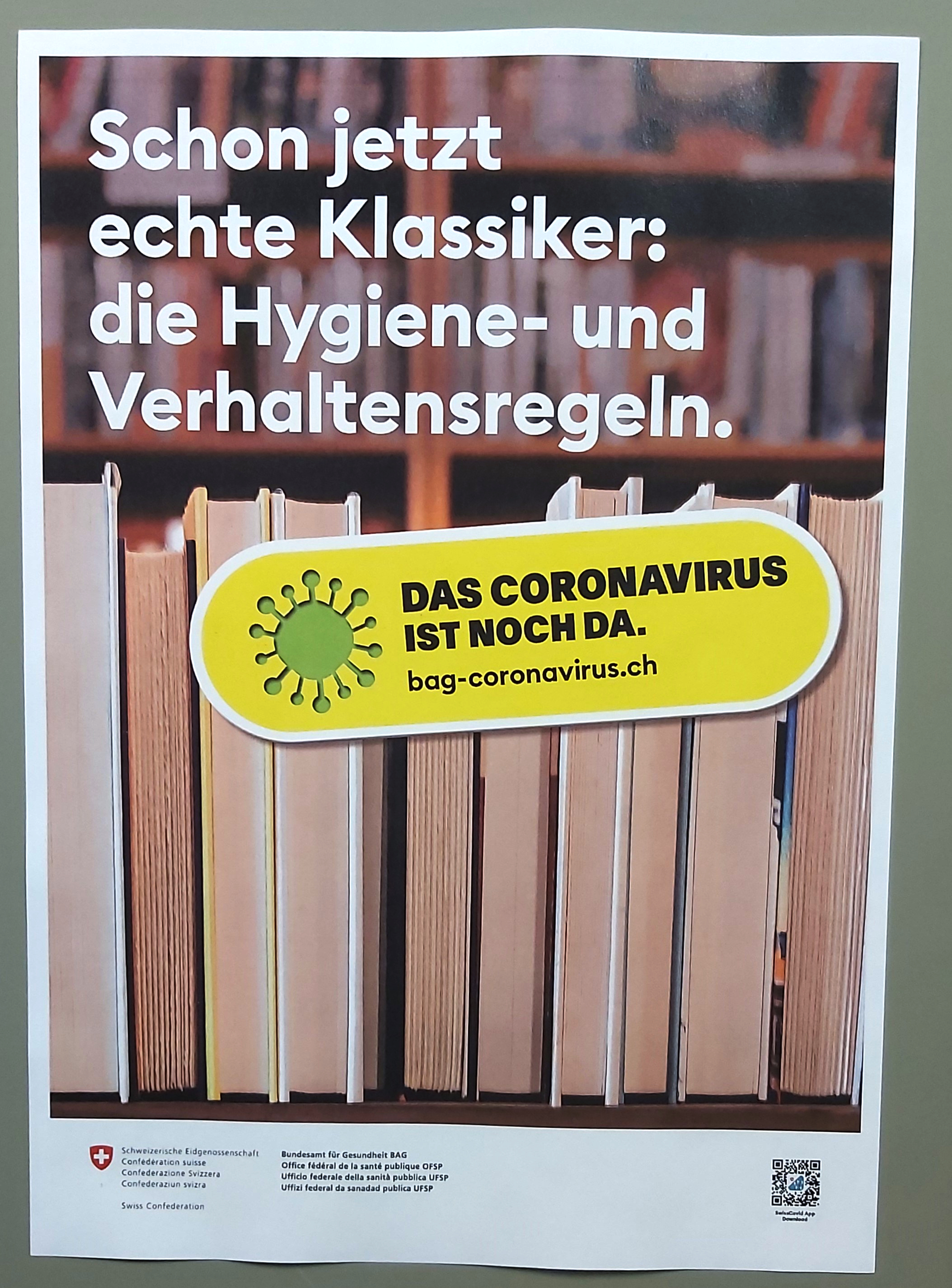
Hinweisplakat bei einer Bibliothek (Aufgenommen im September 2020)

Die COVID-19-Pandemie in der Schweiz trat ab Anfang Februar 2020 als regionales Teilgeschehen des weltweiten Ausbruchs der Atemwegserkrankung COVID-19 auf und beruhte auf Infektionen mit dem Ende 2019 neu aufgetretenen Virus SARS-CoV-2 aus der Familie der Coronaviren.
Die Pandemie breitete sich seit Dezember 2019 von der chinesischen Metropole Wuhan ausgehend aus. Die Anzahl der positiv auf SARS-CoV-2 getesteten Personen nahm – beginnend am 25. Februar 2020 im Kanton Tessin – zunächst rasch zu. Am 28. Februar 2020 stufte der Schweizer Bundesrat die Situation in der Schweiz als «besondere Lage» gemäss Epidemiengesetz ein und verabschiedete die Verordnung über Massnahmen zur Bekämpfung des Coronavirus (COVID-19). Am 5. März 2020 wurde das erste Todesopfer in der Schweiz vermeldet.
Ab dem 11. März 2020 stufte die Weltgesundheitsorganisation (WHO) das weltweite Ausbruchsgeschehen als Pandemie ein. Wegen weiterhin steigender Infektionszahlen wurde bereits am 16. März 2020 vom Bundesrat die «ausserordentliche Lage» (höchste Gefahrenstufe) gemäss Epidemiengesetz ab Mitternacht bis vorderhand 19. April 2020 erklärt. Mit der neuen Verordnung schränkte er das öffentliche Leben massiv ein; sämtliche nicht lebensnotwendigen Geschäfte und Dienstleistungen mussten per sofort schliessen. Am 8. April 2020 verlängerte der Bundesrat die «ausserordentliche Lage» bis zum 26. April 2020. Ein Grossteil der Notmassnahmen wurden am 11. Mai 2020 aufgehoben. Bis zum 15. Juni 2020 waren alle Grenzen für eine Einreise zu nicht absolut notwendigen Zwecken geschlossen. Per 19. Juni 2020 stieg der Bundesrat aus dem Notrecht aus und kehrte von der «ausserordentlichen Lage» zur «besonderen Lage» gemäss Epidemiegesetz zurück. Am 11. Dezember 2020 beschloss der Bundesrat eine Verstärkung der Massnahmen per Folgetag. Per 11. August 2021 beschloss der Bundesrat – entgegen früheren Beschlüssen –, die geltenden «Corona»-Massnahmen aufrechtzuerhalten. Per 1. April 2022 wurde die «besondere Lage» und damit die letzten Massnahmen des Bundes aufgehoben. Gemäss den Zahlen des Bundesamts für Statistik starben in der Schweiz von 2020 bis 2022 19'365 Menschen an COVID-19, was 21 Toten auf 10'000 Einwohner entspricht.

## Schweizer Epidemiegesetz
Das Epidemiengesetz der Schweiz wurde 2012 total revidiert und 2013 vom Volk angenommen. Dazu schrieb Georg Mascolo: „Die sehr lange Begründung des Gesetzes ist eines der klügsten Papiere zur Bekämpfung von Epidemien in modernen Gesellschaften, das ich gelesen habe.“ Gestützt auf Art. 6 Abs. 2 Bst. b erliess der Bundesrat am 28. Februar 2020 die Verordnung vom 28. Februar 2020 über Massnahmen zur Bekämpfung des Coronavirus (COVID-19).

## Verlauf 2020
Am 25. Februar 2020 wurde ein im Kanton Tessin wohnhafter 70-Jähriger positiv auf SARS-CoV-2 getestet. Am 27. Februar wurden sieben weitere positiv getestete Personen in den Kantonen Aargau, Basel-Stadt, Genf, Graubünden, Tessin, Waadt und Zürich gemeldet. Alle Personen waren kurz zuvor in Italien gewesen. Per 29. Februar zählte man insgesamt 45 positiv auf SARS-CoV-2 Getestete.
Am 5. März wurde in der Schweiz der erste Todesfall in Verbindung mit COVID-19 vermeldet: eine 74-Jährige mit einer chronischen Vorerkrankung aus dem Kanton Waadt, am 8. März der zweite Todesfall. Im Bruderholzspital starb am 11. März jemand in Verbindung mit COVID-19 mit verschiedenen chronischen Vorerkrankungen. Der Uri war als letzter Kanton vom Virus betroffen. Im Kanton Zürich verstarb am 15. März ein 88-Jähriger mit Vorerkrankungen. gleichentags im Kanton Bern die erste Person.
Per 31. März zählte man insgesamt 18'979 Personen, die positiv auf SARS-CoV-2 getestet worden waren. Mehrere positive Ergebnisse bei derselben Person – sowie falsch-positive Resultate – waren allerdings möglich.
Per 1. April 2020 belief sich die Anzahl der durchgeführten Tests auf SARS-CoV-2 auf insgesamt rund 139'000; davon fiel das Resultat bei 15 % der Tests positiv aus. Die Altersspanne der positiv getesteten Personen in der Schweiz und in Liechtenstein betrug 0 bis 102 Jahre, im Median 53 Jahre; das heisst 50 % der Patienten waren jünger, 50 % älter als 53 Jahre; 48 % waren Männer, 52 % Frauen. Es gab deutlich mehr Erwachsene mit positivem Befund als Kinder. Die Anzahl der im Zusammenhang mit COVID-19 verzeichneten Todesfälle belief sich auf 276 Männer und 156 Frauen. Die Altersspanne betrug 32 bis 101 Jahre und der Altersmedian lag bei 82,5 Jahren.
Gemäss dem Situationsbericht zur epidemischen Lage in der Schweiz und im Fürstentum Liechtenstein des BAG belief sich per 1. Juli 2020 die Anzahl der durchgeführten Tests auf SARS-CoV-2 auf insgesamt rund 584'000; davon fiel das Resultat bei 6,5 % der Tests positiv aus. In der Woche 25 waren 13, in Woche 26 zehn Patienten hospitalisiert. Die Anzahl der im Zusammenhang mit COVID-19 verzeichneten Todesfälle belief sich in diesen beiden Wochen auf drei Personen.
Per 31. August zählte man insgesamt 41'829 positiv auf SARS-CoV-2 Getestete; bei knapp 1 Mio. PCR-Tests. Per 30. September zählte man insgesamt 53'885 positiv auf SARS-CoV-2 Getestete; bei knapp 1,4 Mio. PCR-Tests. Per 31. Oktober zählte man insgesamt rund 136'000 positiv auf SARS-CoV-2 Getestete; bei rund 1,9 Mio. PCR-Tests.

## Statistik
Gemäss den Zahlen des Bundesamts für Statistik starben in der Schweiz von 2020 bis 2022 19'365 Menschen an COVID-19, was 21 Toten auf 10'000 Einwohnern entspricht.

## Strategische Grundlagen der GDK und des EDI-BAG
Per 22. Oktober 2020 veröffentlichte das BAG Strategische Grundlagen zur COVID-19-Bewältigung. Die definierten Massnahmen haben das Ziel, das Risiko zu vermindern, dass die Infektionen in vulnerable Bevölkerungsgruppen überschwappen. Das Ziel ist nicht, die Bevölkerung generell vor einer Infektion zu schützen. Vielmehr sollen die Massnahmen die Auswirkungen der Epidemie auf die (öffentliche) Gesundheit (schwere Erkrankungen, Todesfälle, Überlastung des Gesundheitswesens) und die Wirtschaft mindern.

## Gesetzliche Grundlagen

### Covid-19-Gesetz
Die Bundesversammlung beschloss am 25. September 2020 das Bundesgesetz über die gesetzlichen Grundlagen für Verordnungen des Bundesrates zur Bewältigung der COVID-19-Epidemie (Covid-19-Gesetz), hat es als dringlich erklärt und auf den 26. September 2020 in Kraft gesetzt.
Es war das erste Mal seit dem Zweiten Weltkrieg, dass der Bundesrat längere Zeit mit Notrecht regierte. Die Befugnisse laut Art. 185 der Bundesverfassung erlauben der Landesregierung, unmittelbar zu beschliessen, was sie für notwendig erachtet, um «schweren Störungen der öffentlichen Ordnung oder der inneren oder äusseren Sicherheit zu begegnen». Der Bundesrat konnte somit handeln, ohne Parlament, Kantone und Volk einzubeziehen. Mit dem vom Parlament am 25. September 2020 beschlossenen Covid-19-Gesetz wurde die Anwendung von Notrecht beendet und die normale demokratische Kompetenzordnung wieder hergestellt.

#### Volksabstimmungen
Der Verein Freunde der Verfassung lancierte das Referendum gegen das Covid-19-Gesetz. Am 12. Januar 2021 wurden über 86'000 Unterschriften bei der Bundeskanzlei eingereicht.
Nach Überprüfung der Gültigkeit der Unterschriften wurde durch die Bundeskanzlei eine Verfügung über das Zustandekommen des Referendums erlassen (nach Art. 66 BPR), und der Bundesrat legte das Datum der Volksabstimmung auf den 13. Juni 2021 fest. Für das Covid-19-Gesetz sprachen sich alle Parteien aus (Ja-Parole), mit Ausnahme der EDU (Nein-Parole) und der SVP (Stimmfreigabe).
Im Falle eines Erfolges des Referendums wäre das Covid-19-Gesetz am 26. September 2021 ausser Kraft gesetzt worden (siehe Dringliche Bundesgesetze). 60,2 % der Stimmbürger sprachen sich für das Gesetz aus, 39,8 % votierten gegen das Gesetz. Die Stimmbeteiligung lag bei hohen 59,6 %.
Am 28. November 2021 wurde über die dringlich erklärte Änderung des «Covid-Gesetzes» vom 19. März 2021 abgestimmt. Am 8. Juli 2021 reichten drei Referendumskomitees insgesamt 74'469 Unterschriften ein. Nebst dem «Covid-Zertifikat» kritisierten die Komitees die Machtausweitung des Bundesrates. Das Referendum scheitert; die Gesetzesänderung wurde vom Volk mit 62,01 % der Stimmen angenommen.
Die Geltungsdauer der meisten Bestimmungen des Covid-19-Gesetzes war auf den 31. Dezember 2022 befristet. Weil die weitere Entwicklung nach diesem Zeitpunkt schwer abschätzbar erschien und man weitere Wellen nicht ausschloss, beschloss das Parlament am 16. Dezember 2022 eine dringlich erklärte befristete Verlängerung einzelner Bestimmungen des Covid-19-Gesetzes, insbesondere auch der gesetzlichen Grundlage für das Covid-Zertifikat, bis zum Sommer 2024. Dagegen ergriff der Verein Mass-voll! das Referendum; dieses kam mit 56'184 gültigen Unterschriften zustande. Die Gesetzesänderung wurde in der Volksabstimmung vom 18. Juni 2023 mit 61,9 % der Stimmen angenommen.
Eine weitere Unterschriftensammlung verfehlte das Ziel, womit die Initiative zur Einrichtung eines Sondergerichts zur Untersuchung der Massnahmen zur Bekämpfung der Covid-Pandemie nicht zustande kam.

### Meldepflicht
In der Schweiz existiert eine Meldepflicht. Diese folgt aus dem Epidemiengesetz der Schweiz in Verbindung mit der Epidemienverordnung und der Verordnung des EDI über die Meldung von Beobachtungen übertragbarer Krankheiten des Menschen
Nach Anhang 1 der Verordnung des EDI müssen Ärzte einen klinischen Verdacht und die Veranlassung einer erregerspezifischen Labordiagnostik und den nötigen epidemiologischen Zusammenhang melden. Nach Anhang 3 der Verordnung des EDI müssen Labore einen positiven und negativen Befund (also Nachweis) melden. Das Bundesamt für Gesundheit hat hierzu Verdachts-, Beprobungs-, Meldekriterien veröffentlicht.

## Chronologie der Reaktionen und Massnahmen

### Risikogebiete
Da in fast allen Regionen der Welt das Risiko einer Infektion mit SARS-CoV-2 bestünde, definierte das BAG vom 9. März bis zum 30. Juni 2020 keine Gebiete als Risikogebiete. Ab 1. Juli 2020 wurden eine Zeitlang wieder laufend Listen mit «Staaten mit erhöhtem Ansteckungsrisiko» veröffentlicht (siehe oben), auf die später wieder verzichtet wurde.

## Auswirkungen

### Wirtschaft
- Die Börsen weltweit erlebten am 9. März einen «Schwarzen Montag» und brachen stark ein. Der Swiss Market Index SMI verlor 5,6 Prozent und der Dow Jones 7,8 Prozent.[41][42] Der SMI lag am 19. Februar bei 11'263 Punkten und verlor bis zum Tiefststand am 23. März bei 8'161 Punkten 27,5 Prozent an Wert. Danach erholte er sich wieder bis vor Ostern am 9. April auf 9'452 Punkte, was einem Jahresverlust von 11 Prozent entsprach. Trotz der grossen Verluste hielt sich der SMI im internationalen Vergleich relativ gut.[43]

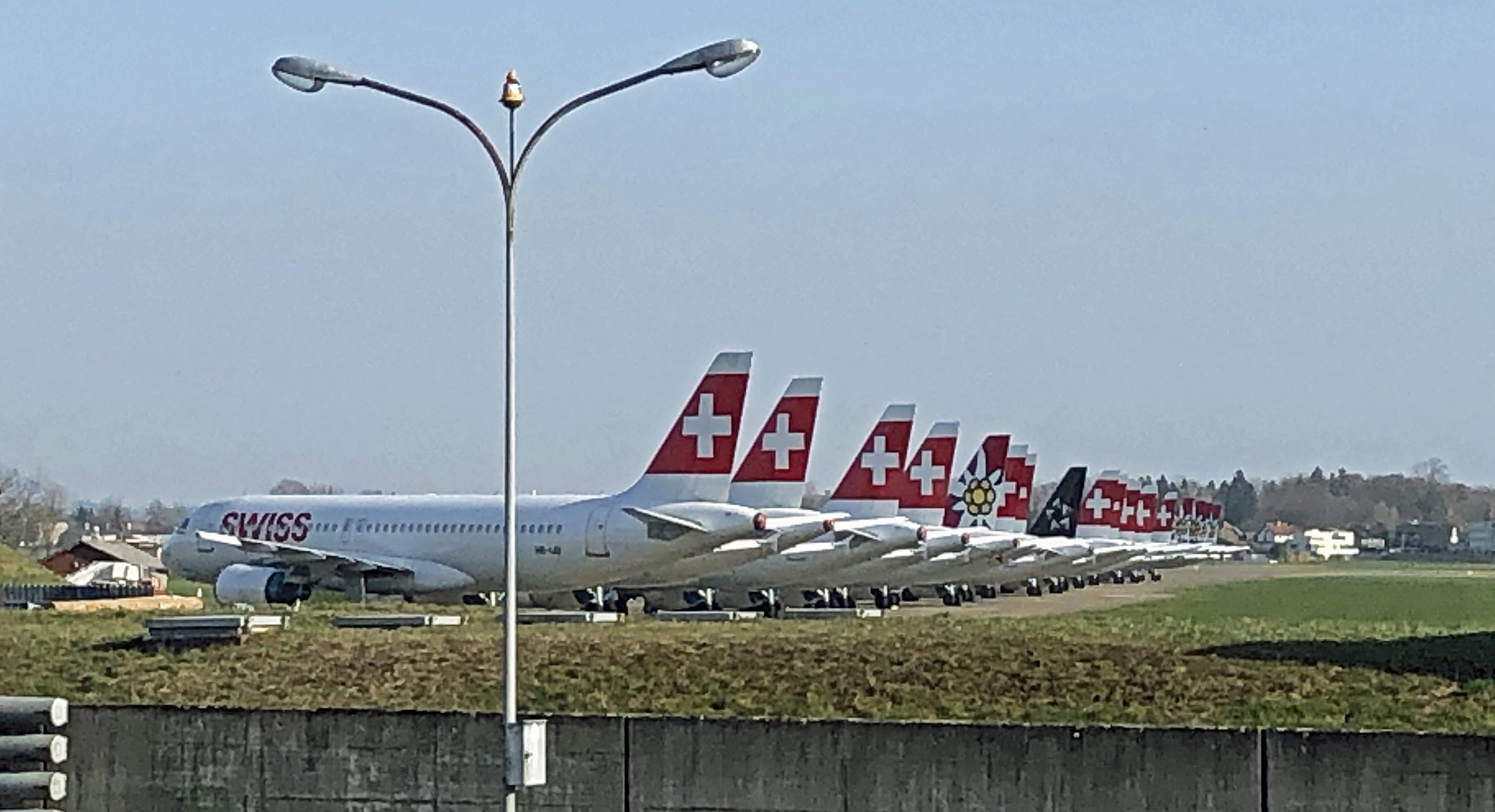
Parkierte Flugzeuge in Dübendorf, März 2020

- Der weltweite Lockdown hatte gravierende Auswirkungen auf den Tourismus in der Schweiz: Die Skisaison 2020 wurde auf Weisung des Bundesrates am 14. März in allen Skigebieten beendet,[44] alle touristischen Bergbahnen stellten ihren Betrieb ein. Der Branchenverband «Seilbahnen Schweiz» bezifferte die Ertragseinbussen per 22. April auf über 300 Millionen Franken.[45] Der Markt mit Touristen aus Übersee, insbesondere auch aus Asien, brach zusammen. Als Folge der Reisebeschränkungen innerhalb von Europa verbrachten jedoch viele Schweizer die Sommerferien im eigenen Land. Die Wiederaufnahme von internationalen Reisen war insbesondere von Flugverbindungen abhängig, welche sich nicht beliebig rasch aufbauen liessen.[46] 2020 sanken die Logiernächte um 40,0 % auf 23,7 Millionen, der tiefste Wert seit Ende der 1950er Jahre.[47] 2021 wurden bereits wieder 29,6 Millionen Logiernächte verzeichnet und 2022 war mit 38,2 Millionen fast wieder alles beim Alten.[48][49]

- Stand 7. April 2020 gingen schweizweit Gesuche für Kurzarbeit von 1,5 Millionen Personen ein. Dies entsprach rund 30 Prozent der Erwerbstätigen. Im Tessin waren rund 45 Prozent der Erwerbspersonen von Kurzarbeit betroffen. Jeden Werktag verloren rund 1'900 Personen in der Schweiz ihren Job. Die Arbeitslosenquote stieg im März von 2,5 Prozent auf 2,9 Prozent.[50]

- Gemäss Informationen des Staatssekretariats für Wirtschaft SECO vom 11. April 2020 verschlechterte sich die Lage der Schweizer Wirtschaft wesentlich stärker als zu Beginn der Coronakrise erwartet. Der Schweizer Wirtschaft fielen 25 Prozent der Produktivität weg. Je nach Branche waren unterschiedliche Verluste der Produktivität zu verzeichnen, beim Gastgewerbe über 80 Prozent, beim Detailhandel und der Transportbranche 50–60 Prozent.[51]

- Am 23. April 2020 teilte das SECO seine neuen, stark nach unten korrigierten Konjunkturprognosen 2020 mit. Die Bundesökonomen gingen davon aus, dass das BIP im laufenden Jahr um 6,7 % sinken werde, eine ähnlich starke Rezession wie während der Erdölkrise von 1975/1976.[52] Gemäss provisorischen Ergebnissen ging das reale BIP 2020 um 2,9 % zurück und damit mindestens stärker als 2009 in der Finanzkrise (−2,1 %).[53]

- Die Fluggesellschaften Swiss und Edelweiss sowie flugnahe Betriebe an den Landesflughäfen erhielten per Bundesbeschluss im April 2020 Bundes-Garantien von insgesamt 1,9 Milliarden Franken zur Überbrückung von Liquiditätsengpässen. Wertmässig werden rund 50 Prozent der Exporte per Luftfracht abgewickelt.[54] Die gewährten Garantien wurden von verschiedenen Seiten aus verschiedenen Gründen kritisiert: Der Lufthansa-Konzern verpflichtete sich mindestens, bis auf Weiteres keine Dividenden von ihrer Tochter Swiss zu beziehen.[55][56]

- Die Aktivität der Schweizer Wirtschaft entsprach laut dem Präsidenten der Schweizerischen Nationalbank SNB im Mai 2020 nur etwa 70 bis 80 Prozent des normalen Niveaus. Dadurch entstünden Kosten von 11 bis 17 Milliarden Franken pro Monat. Die SNB setze am Devisenmarkt alles daran, um mit Interventionen den Aufwertungsdruck auf den Schweizer Franken zu verringern. Ausserdem helfe die SNB, die Kreditversorgung der Schweizer Wirtschaft sicherzustellen.[57]

- Selbständig Erwerbende hatten gemäss COVID-19-Verordnung Anspruch auf Erwerbsausfall-Entschädigung.

- Ab dem 11. Mai durften SAC-Hütten, Jugendherbergen und Hotels wieder Gäste empfangen. Die Campingplätze blieben hingegen weiterhin geschlossen. Beim Touring Club Schweiz TCS, der 24 eigene Plätze betreibt, hegte man den Verdacht, dass der Bund die Campingplätze vergessen habe.[58]

- Gemäss Economiesuisse-Präsident Heinz Karrer litt die Schweizer Wirtschaft enorm unter den Folgen des Corona-Stillstands. Er befürchtete einen gewaltigen Anstieg von Firmenkonkursen und eine so grosse Arbeitslosenzahl, wie sie die Schweiz seit dem Zweiten Weltkrieg nicht mehr gesehen hatte. Er forderte, dass die Industriezölle definitiv abgeschafft werden sollten, um die Belastung der verarbeitenden Industrie zu senken.[59] Die jahresdurchschnittliche Arbeitslosenzahl betrug 145‘720 Personen und lag damit 2020 um 36,3 % höher als 2019. Im Jahresmittel betrug die Arbeitslosenquote 3,1 %, also 0,8 Prozentpunkte mehr als 2019.[60]

- Gemäss einer Mitteilung der Eidgenössischen Zollverwaltung vom 28. Januar 2021 verzeichnete der Aussenhandel im Jahr 2020 einen historischen Rückgang. Die Exporte sanken um 7,1 Prozent, die Importe um 11,2 Prozent. Der Handelsbilanzüberschuss lag mit 43 Milliarden Franken auf einem neuen Rekordhoch.[61] Dies wurde auch von den Medien entsprechend kommuniziert.[62][63] Die gemachten Zahlen unterschieden sich jedoch erheblich von denjenigen des Bundesamt für Statistik vom 27. Mai 2021, welche im Vergleich zu den Vorjahren in etwa konstant geblieben waren (vgl. Schweiz#Aussenhandel).[64]

### Kultur
Auch das kulturelle und gesellschaftliche Leben in der Schweiz ist von der Corona-Krise stark betroffen. Bereits das am 28. Februar 2020 verhängte Verbot von Grossveranstaltungen mit mehr als 1'000 Personen setzte der Kulturbranche stark zu. Nach dem Lockdown vom 16. März war die Durchführung sämtlicher kulturellen Veranstaltungen wie Konzerte, Theateraufführungen, Festivals, Zirkusaufführungen, Ausstellungen, Lesungen, Vorträge usw. verboten. Verschiedene Schweizer Kulturhäuser und Künstler nutzten die Möglichkeiten des Internets, um ihr Publikum zu erreichen; Konzerte und andere Veranstaltungen fanden als Livestream statt, siehe z. B. «Einsingen um 9». Trotz Versammlungsverbot nahmen am Sühudiumzug vom 15. Februar 2021 über 1'000 Personen teil.
Der Bund richtete für die Kultur eine gesonderte Unterstützung ein, welche bis ins Jahr 2022 fort geführt wurde.

### Medien
- Am 19. März 2020 erreichte die Hauptausgabe der Tagesschau mit einer durchschnittlichen Zuschauerzahl von 1,487 Millionen eine Rekordeinschaltquote.[71]

- Den oft gehörten Vorwurf der Kritiklosigkeit der Medien konnte eine Untersuchung des Forschungszentrums Öffentlichkeit und Gesellschaft der Universität Zürich nicht bestätigen; insbesondere Abonnementszeitungen und das öffentliche Radio hätten sich mit einer besonders hohen Vielfalt an Themen und viel Hintergrundberichterstattung abgehoben. Eine Staatsnähe habe die Studie widerlegt, die grösste kritische Distanz zu staatlichen Akteuren habe das öffentlich-rechtliche Radio zusammen mit den Sonntags- und Wochenmedien eingenommen. Etwas höher war die Staatsnähe in der Welschen Schweiz.[72]

### Schulen und Kinderbetreuung
- Der Bundesrat beschloss am 16. April die obligatorischen Schulen am 11. Mai wieder zu öffnen. In den Kantonen Waadt, Genf oder Neuenburg gab es heftige Kritik an diesem Entscheid. Lehrer, Eltern und Ärzte befürchten, dass in der Romandie die SARS-CoV-2-Infektionen dadurch erneut zunähmen. Aus Sicht der Schweizerischen Konferenz der kantonalen Erziehungsdirektoren EDK entscheiden die einzelnen Kantone und nicht der Bund, ob und wie sie den Schulbetrieb wieder hochfahren. Voraussetzung dafür wäre jedoch, dass der Bundesrat das am 13. März 2020 erlassene Verbot für alle Präsenzveranstaltungen wieder aufhöbe. Dadurch ginge die Kompetenz über die Schulorganisation wieder an die Kantone zurück. Die Aussicht, dass jeder Kanton die Schulöffnung anders handhabt, gefällt den nationalen Verbänden der Lehrer und Schulleiter nicht; sie fordern eine nationale Regelung. Ein wichtiger Punkt ist die Ausgestaltung der Schutzmassnahmen für den Schulbetrieb. Zwischen dem Bund und der EDK wird über die Ausgestaltung des Schutzkonzepts deshalb intensiv diskutiert.[73]

- Dass die schriftlichen Lehrabschlussprüfungen 2020 nicht stattfinden werden, entschied der Bundesrat bereits. Hingegen war auch am 26. April noch unklar, wie es um die Maturaprüfungen steht. Die Gymnasien, Berufsmaturitätsschulen, Fach-, Wirtschafts- und Informatikmittelschulen warteten noch immer auf einen Entscheid des Bundes. Die Schweizerische Konferenz der kantonalen Erziehungsdirektoren EDK wünschte, dass die einzelnen Kantone selber entscheiden dürfen, ob die Abschlussprüfungen durchgeführt werden oder nicht. Die Kantone Thurgau, Zug und St. Gallen kündigten bereits an, die Prüfungen abzuhalten. Im Gegensatz dazu beschlossen die Kantone Zürich und Bern, die Prüfungen abzusagen, da das Risiko einer Ansteckung zu gross sei.[74]

- Die Bildungskommissionen der eidgenössischen Räte forderten vom Bundesrat,[75] dass der Bund Kitas und Spielgruppen subventioniere solle, um ungedeckte Kosten und Ertragsausfälle bei den Betreibern zu kompensieren. Bund und Kantone legten im März 2020 fest, dass die Einrichtungen im Grundsatz offen bleiben müssen. Gleichzeitig wurden die Eltern angehalten, ihre Kinder nach Möglichkeit selbst zu betreuen. Der Bundesrat lehnte diese Forderungen Anfang Mai aus staatspolitischen Überlegungen ab; für die Kinderbetreuung seien die Kantone zuständig. Kitas und Spielgruppen könnten – wie andere KMUs –, Kurzarbeitsentschädigungen oder Corona-Überbrückungskredite beantragen.[76]

### Sport
Die COVID-19-Pandemie hat auch auf den Sport weitreichende Auswirkungen. So musste 2020 der Engadin Skimarathon abgesagt werden; alle Schweizer Skigebiete mussten ihren Betrieb einstellen; sämtliche Sportveranstaltungen, im Profi- wie im Amateursport sowie alle Trainings mussten ab März 2020 gestoppt werden, inkl. der Hockey-Saison und der für Mai 2020 in der Schweiz geplanten Eishockey-Weltmeisterschaft der Herren. Am 13. März 2020 stellte auch der Schweizerische Fussballverband den Spielbetrieb sämtlicher Ligen ein. Selbst die für Juni 2020 geplante Tour de Suisse, der grösste jährliche Sportanlass der Schweiz, wurde abgesagt.
Zuerst entschied der Zentralvorstand des Schweizerischen Fussballverbands SFV, den Spielbetrieb der Saison 2019/20 nicht wieder aufzunehmen. Der Abbruch galt für alle Ligen und Alterskategorien, ausser für die Wettbewerbe der Swiss Football League sowie den Cup der Männer. Wenig später beschloss die Swiss Football League allerdings die Wiederaufnahme des Spielbetriebs. Die Liga startete am Freitag, 19. Juni, die Amateure bereits am 6. Juni. Die Meisterschaft endete am 2. August, um danach die Barrage auszutragen. Auch der Cup wurde zu Ende gespielt. Der Final sollte am Mittwoch, 12. August gespielt werden. Die neue Saison sollte voraussichtlich am 11. September 2020 beginnen und wegen der verschobenen Europameisterschaft bereits Anfang Mai 2021 enden.
Im Januar 2021 sollte das Lauberhornrennen zuerst ohne Zuschauer ausgetragen werden; wurde jedoch ganz abgesagt. Bereits im Vorfeld wurde das Skigebiet für private Skifahrer geschlossen.

### Verkehr
Durch die eingeschränkte Mobilität sanken im Jahr 2020 die externen Kosten des Verkehrs von 14 auf 12 Milliarden Franken im Vergleich zum Vorjahr.

#### Öffentlicher Verkehr

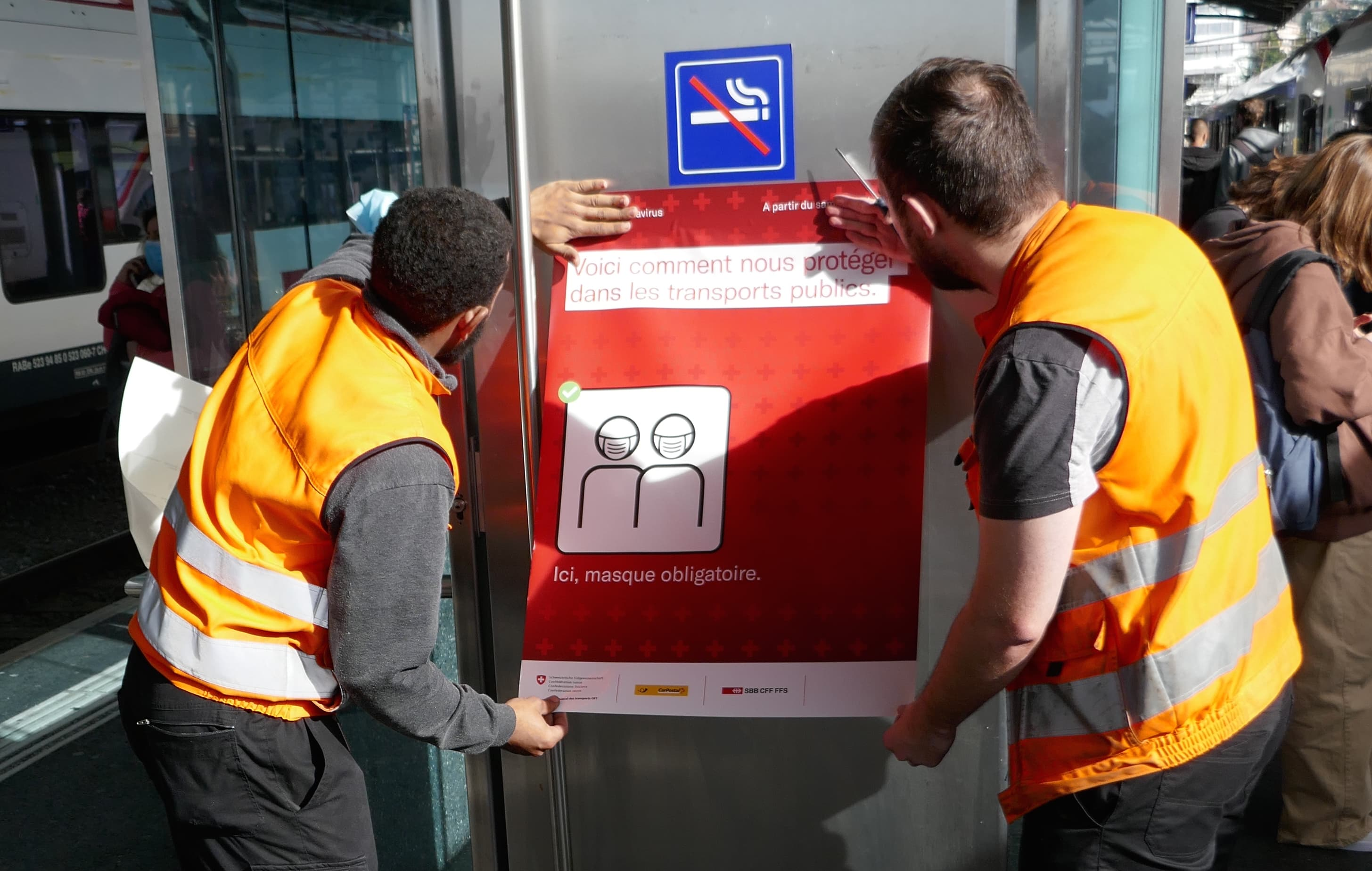
Bahnmitarbeiter beim Aufhängen eines Plakats, das die Reisenden an die Maskenpflicht erinnert, auf einem Bahnsteig in Lausanne.

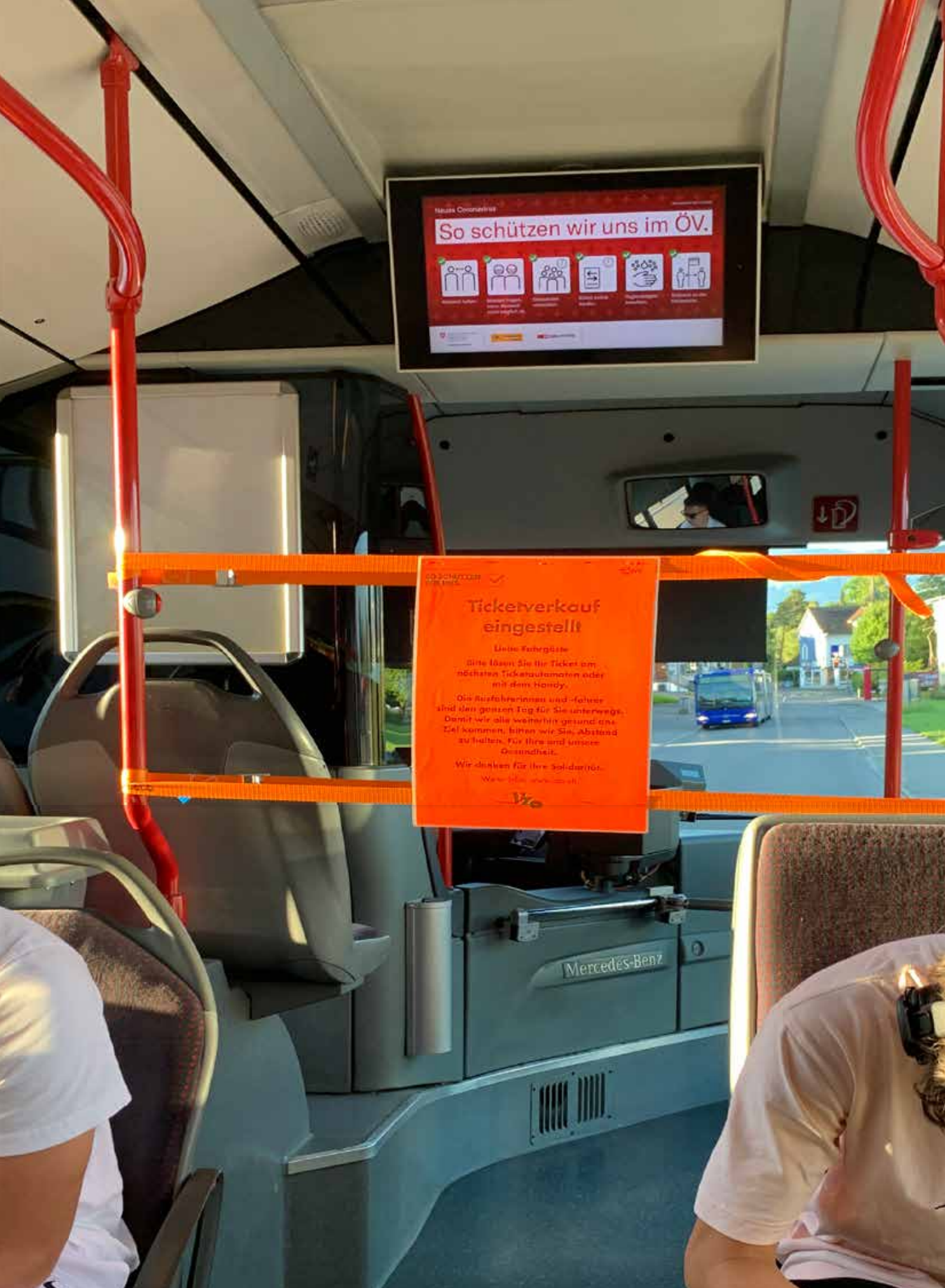
Die Chauffeure der Linienbusse wurden von den Fahrgästen abgetrennt.

- In einer noch nie dagewesenen Weise wurde ab dem 19. März 2020 der Fahrplan im öffentlichen Verkehr ausgedünnt. Auf den Fernverkehrslinien wurde statt des oftmals geltenden Halbstundentaktes der Stundentakt eingeführt. Die Züge und Busse des Regionalverkehrs, die normalerweise im Viertelstundentakt unterwegs sind, verkehrten neu im Halbstundentakt. Im Zuge der Grenzschliessungen wurden alle internationalen Fernverkehrszüge aus der Schweiz in die Nachbarländer eingestellt.[89][90]

- Parallel zu den bundesrätlichen Lockerungen der Corona-Massnahmen wurde auch der öffentliche Verkehr zwischen dem 27. April und dem 8. Juni 2020 mit Einführung eines Schutzkonzepts per 11. Mai 2020 stufenweise wieder hochgefahren.[91][92]

- Per 9. November 2020 hat die SBB den internationalen Zugverkehr nach Italien und Frankreich reduziert.[93] Zuvor wurden bereits andere Angebote im internationalen Zugverkehr reduziert oder ausgesetzt.[94] Per 10. Dezember wurden die Verbindungen der SBB, Trenitalia und TILO zwischen der Schweiz und Italien eingestellt.[95] Bereits am 13. Dezember 2021 wurden die Verbindungen nach Italien wieder ohne Einschränkungen aufgenommen.[96] Die SBB verzeichnete 2020 ein Verlust von 617 Millionen Franken.[97]

- Die PostAuto Schweiz AG verzeichnete im Jahr 2020 einen Einbruch im Personenverkehr von rund 25 %.[98]

- Im April 2020 flogen nur noch 26'913 Passagiere über den Flughafen Zürich. Das entspricht einem Minus von 99 % gegenüber derselben Periode des Vorjahres. 1952, vier Jahre nach Aufnahme des Flugbetriebs, reisten das letzte Mal so wenig Passagiere durchschnittlich pro Monat über den Flughafen Zürich.[99]

- Im März 2021 wurde als Testbetrieb in einem Linienbus der Basler Verkehrs-Betriebe (BVB) ein aktives Desinfektionssystem auf der Basis von Wasserstoffperoxid installiert. Damit beabsichtigt die BVB u. a. das Risiko einer Ansteckung mit dem Coronavirus zu reduzieren.[100][101]

#### Individualverkehr

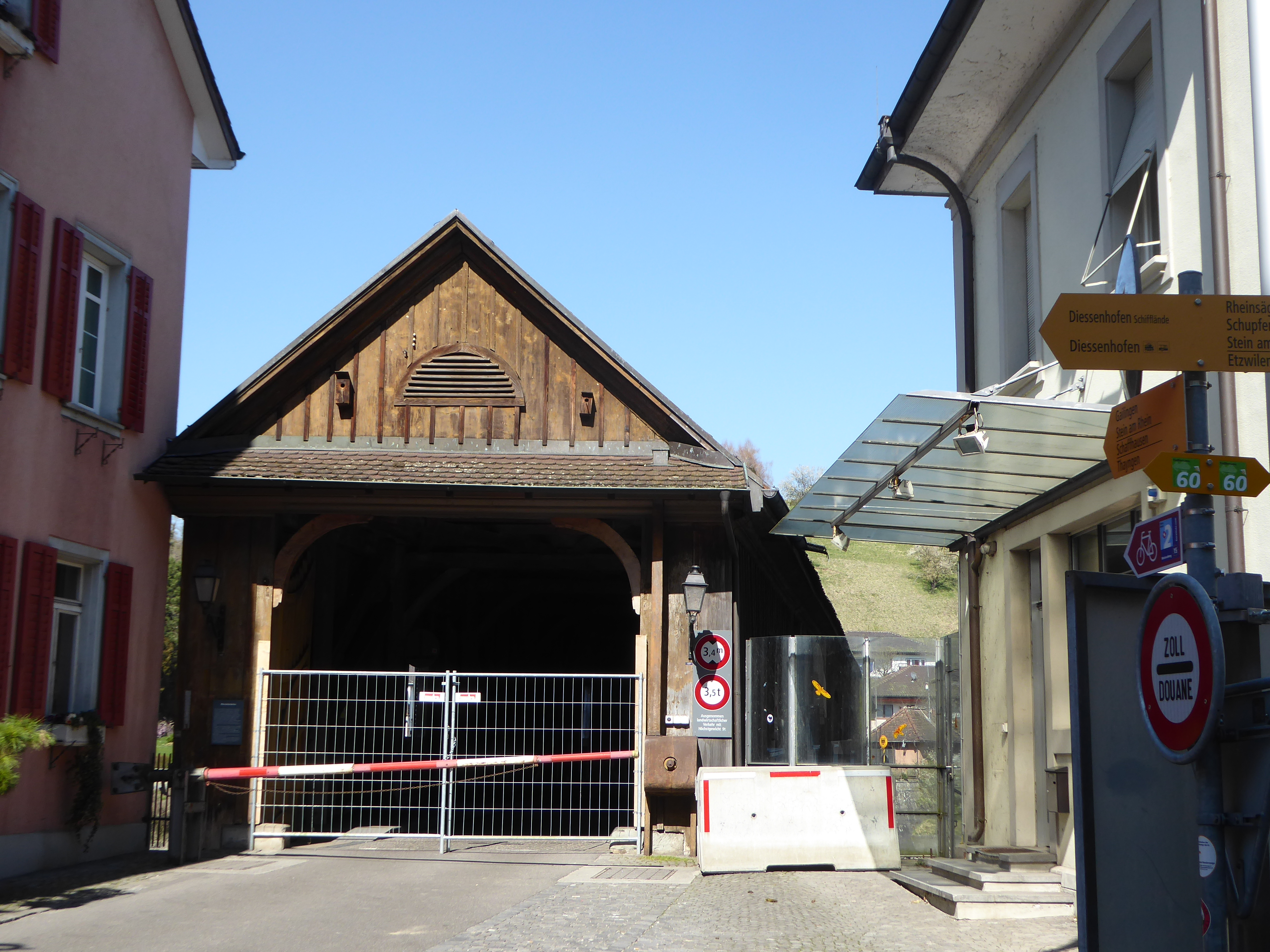
Viele Grenzübergänge wurden komplett geschlossen, so wie hier als Beispiel in Diessenhofen

- Das Bundesamt für Strassen ASTRA veröffentlichte während der Coronakrise wöchentlich die Zahlen der folgenden zehn ausgewählten, wichtigen Verkehrsachsen der Schweiz: Grenzübergänge (Chiasso, Simplon, Basel), Strassentunnels (Gotthard und San-Bernardino) sowie rund um die wirtschaftliche Zentren (Bern Ost, Würenlos, Renens, Aeschertunnel, Coppet, Basel). Die Übergänge ins Tessin sowie die Strecken nach Italien verzeichneten mit Abnahmen zwischen zwei Dritteln und drei Vierteln die grössten Veränderungen. Autobahnen rund um wirtschaftliche Zentren wiesen Rückgänge um rund einen Drittel bis zur Hälfte der Anzahl Fahrzeuge aus (Stand Ende April 2020).[102] Auch der alljährliche Oster-Stau vor dem Gotthard-Strassentunnel blieb 2020 aus.[103] Indes wurde während des Lockdowns eine deutliche Reduktion des Strassenverkehrslärms verzeichnet.[104]

- In der Schweiz wurde Fahrradgeschäften der Verkauf von Fahrrädern zunächst verboten, die Reparatur blieb jedoch gestattet.[105]

- Vom 18. Dezember 2020 bis 4. Januar 2021 konnten Ausnahmen vom Sonntags- und Nachtfahrverbot beim Bundesamt für wirtschaftliche Landesversorgung beantragt werden.[106]

### Sans-Papiers
In der Schweiz leben Zehntausende ohne Aufenthaltsgenehmigung, sogenannte Sans-Papiers. Wegen der Corona-Krise verloren viele von ihnen ihr Einkommen. Da sie sich illegal in der Schweiz aufhalten, können Sans-Papiers keine Sozialhilfe beantragen. Ohne Einkommen sind sie auf die Unterstützung durch Hilfswerke oder Nahrungsmittelspenden angewiesen.
Am 2. Mai bildete sich in Genf eine Warteschlange von über einem Kilometer mit rund 2'500 Menschen, die stundenlang ausharrten, um einen Sack mit Grundnahrungsmitteln zu bekommen. Die meisten von ihnen waren Sans-Papiers. Eine Studie unter den Wartenden ergab, dass 60 % von ihnen keine Krankenversicherung hatte.

### Infektionskrankheiten
Aufgrund von Verhaltensänderungen in der Bevölkerung infolge der von Regierungen erlassenen Massnahmen sind die meisten der gängigsten Infektionskrankheiten, darunter Denguefieber, Shigellose und Malaria, während der Pandemie stark zurückgegangen. Wurden beim Denguefieber im Jahr 2019 noch 257 Fälle registriert – das war jedoch ein Rekordjahr –, sank dieser Wert im Jahr 2020 auf 77 und im Jahr 2021 weiter auf 26 Fälle. Als die Leute im Jahr 2022 wieder vermehrt um die Welt reisten, stieg der Wert auf 107 Fälle, bevor im Jahr 2023 bereits bis Mitte Juli der Wert von 86 erreicht wurde, welcher bis Ende Jahr auf 261 anstieg.

### Staatsfinanzen
Um die negativen Auswirkungen der Corona-Massanahmen aufzufangen, wurden staatliche Hilfsprogramme wie Kurzarbeitsentschädigung, Überbrückungskredite für Unternehmen oder Finanzhilfen für Kultur und Sport lanciert. Dass diese Unterstützungsmassnahmen die Staatsfinanzen belasten werden, wurde relativ früh offensichtlich. Finanzminister Ueli Maurer rechnete im Mai 2020 mit Hilfsprogrammen in Höhe von insgesamt 70 bis 80 Milliarden Franken, wobei sich Bund, Kantone und Gemeinden gemeinsam an den Hilfsleistungen beteiligen werden. Die Bundesrechnung vom Jahr 2020 wurde mit einem Defizit von 15.8 Milliarden Franken abgeschlossen; ohne die Aufwände der Corona-Pandemie hätte das Defizit 1.2 Milliarden Franken betragen. Das Defizit wurde grösstenteils durch Mehrausgaben verursacht und nur zu einem kleineren Teil durch tiefere Einnahmen wie z. B. aus der Verrechnungssteuer oder der Mehrwertsteuer. Allein für Kurzarbeitsentschädigungen wurden im Jahr 2020 über 10 Milliarden Franken ausgegeben, im Jahr 2021 waren es rund 4.3 Milliarden. In einem Artikel von Avenir Suisse wurde anhand der Corona-Ausgaben des Bundes im Jahr 2020 mit Kosten von 5 Franken pro Einwohner und Tag gerechnet. In einem Bericht des Eidgenössischen Finanzdepartements vom November 2021 wurde festgehalten, dass die «Corona-Mehrausgaben» in den nächsten zehn Jahren abgebaut werden könnten. Auch das Pandemiejahr 2021 führte zu einem Defizit in der Bundeskasse. Das Defizit beträgt 12.2 Milliarden Franken und fällt somit weniger stark aus als im Vorjahr. Für die Pandemiebewältigung gab der Bund im Jahr 2021 rund 14 Milliarden aus.

### Erwerbsersatzentschädigung
Viele Selbständige erhielten von ihren Ausgleichskassen Verfügungen mit kleinen Beträgen – zwei bis drei Franken pro Tag waren keine Seltenheit –, wie die Sendung «Kassensturz» von SRF am 19. Mai 2020 berichtete. Erwartet hatten die Selbständigen eine Entschädigung von 60 bis 80 Franken pro Tag. Die Ausgleichskassen berechneten die Entschädigungen nicht auf Basis des tatsächlichen, bzw. versteuerten Einkommens, sondern auf Basis des sogenannten hinterlegten Einkommens, das durch alle Selbständigen zu Beginn ihrer Tätigkeit gegenüber der AHV-Ausgleichskasse deklariert wird. Das Bundesamt für Sozialversicherungen (BSV) wies die Ausgleichskassen in einem Kreisschreiben an, beim Corona-Erwerbsersatz der Einfachheit halber auf das hinterlegte Einkommen zurückzugreifen. Gemäss Ueli Kieser, Professor für Sozialversicherungsrecht an der Universität St. Gallen, stand dieses Vorgehen in Widerspruch zur COVID-19-Verordnung, d. h. die Ausgleichskassen mussten zwingend immer das aktuelle Einkommen als Basis nehmen. Das Bundesamt für Sozialversicherungen passte einige Tage vor der Sendung ihr Kreisschreiben entsprechend an; somit konnten die betroffenen Selbständigen bei ihrer Ausgleichskasse eine Anpassung verlangen.

### Covid-19-Kredite
Die Lancierung von Finanzhilfen für Unternehmen erfolgte im März 2020. Betrugen die Zinssätze bis am 31. März 2023 noch 0,0 Prozent für Kredite unter 500'000 Franken, beziehungsweise 0,5 Prozent für Kredite über 500'000 Franken, wurden diese per 1. April 2023 infolge der Erhöhung des SNB-Leitzinses auf 1,5 bzw. 2 Prozent angepasst. Die erhöhten Zinssätze sollen einen Anreiz bieten die Covid-19-Kredite nicht länger als notwendig zu beanspruchen. Die Zinserhöhung wurde etwa von Gastrosuisse-Präsident Casimir Platzer kritisiert, welcher dem Bundesrat gar Wortbruch vorwarf. Gemäss dem Staatssekretariat für Wirtschaft (Seco) wurden bis Mitte Januar 2025 knapp 72 Prozent des gewährten Kreditvolumens zurückgezahlt. Infolge der SNB-Leitzinssenkung vom März 2025 wurden die Zinsen per 31. März 2025 auf 0,25 bezw. auf 0,75 Prozent für Kredite über 500'000 Franken gesenkt.

### Spendensammlung
Die Glückskette, die Spendensammelorganisation der SRG SSR, sammelte bis zum 16. April 2020 mehr als 27 Millionen Franken. Die Spenden sollten Menschen unterstützen, welche besonders unter den gesundheitlichen, wirtschaftlichen und sozialen Auswirkungen der Krise litten, so insbesondere auch Menschen, welche im informellen Sektor arbeiteten und darum über keinen Zugang zu Sozialversicherungen aufwiesen. Der Kanton Zürich hatte den Kreis der Sozialhilfebezüger auf Leute mit provisorischer Aufenthaltsbewilligung ausgeweitet. Die Schweizer Post brachte eine «Covid19-Solidaritäts-Briefmarke» heraus. Die Briefmarke – die einen Taxwert von 1 Franken aufweist – kostet 5 Franken. Der Erlös aus dem Verkauf soll vollumfänglich an die Glückskette und das Schweizerische Rote Kreuz gespendet werden.

## Kritik an den Massnahmen

### Verfassungsrechtliche Kritik
- Die Coronakrise hatte auch in der Schweiz massive Auswirkungen auf die Grundrechte. Der Bundesrat schränkte mit der Ausrufung der «ausserordentlichen Lage» nach dem Epidemiengesetz Grundrechte ein: das Recht auf persönliche Freiheit, Anspruch auf Grundschulunterricht, Versammlungs- und Vereinigungsfreiheit und Wirtschaftsfreiheit. Ausserdem legte er die politischen Rechte auf Bundesebene still. Der Bundesrat verschob Eidgenössische Abstimmungen,[127] legte Fristen von Initiativen und fakultativen Referenden still und verbot das Sammeln von Unterschriften. Die Gemeinden nahmen weder Unterschriften entgegen noch beglaubigten sie diese. Staatsrechtler kritisierten verschiedentlich;[128] nach Ansicht vieler hatte der Bundesrat seine Kompetenzen jedoch nicht systematisch überschritten.[129]

- Die Bevölkerung befürwortete grossmehrheitlich das Vorgehen des Bundesrats und fand es richtig, dass er den Schutz der Gesundheit – Artikel 118 der Bundesverfassung – temporär höher gewichtete als verschiedene Grundrechte. Der Bundesrat und die Behörden in der Schweiz genossen in Umfragen während der Krise bei der Bevölkerung eine hohe Autorität und Glaubwürdigkeit.[130]

- Im Nachhinein kam der Europäische Gerichtshof für Menschenrechte zum Schluss, dass zum Verbot von öffentlichen Kundgebungen im Frühjahr 2020 eine gerichtliche Überprüfung der Bundesratsvorschriften notwendig gewesen wäre.[131]

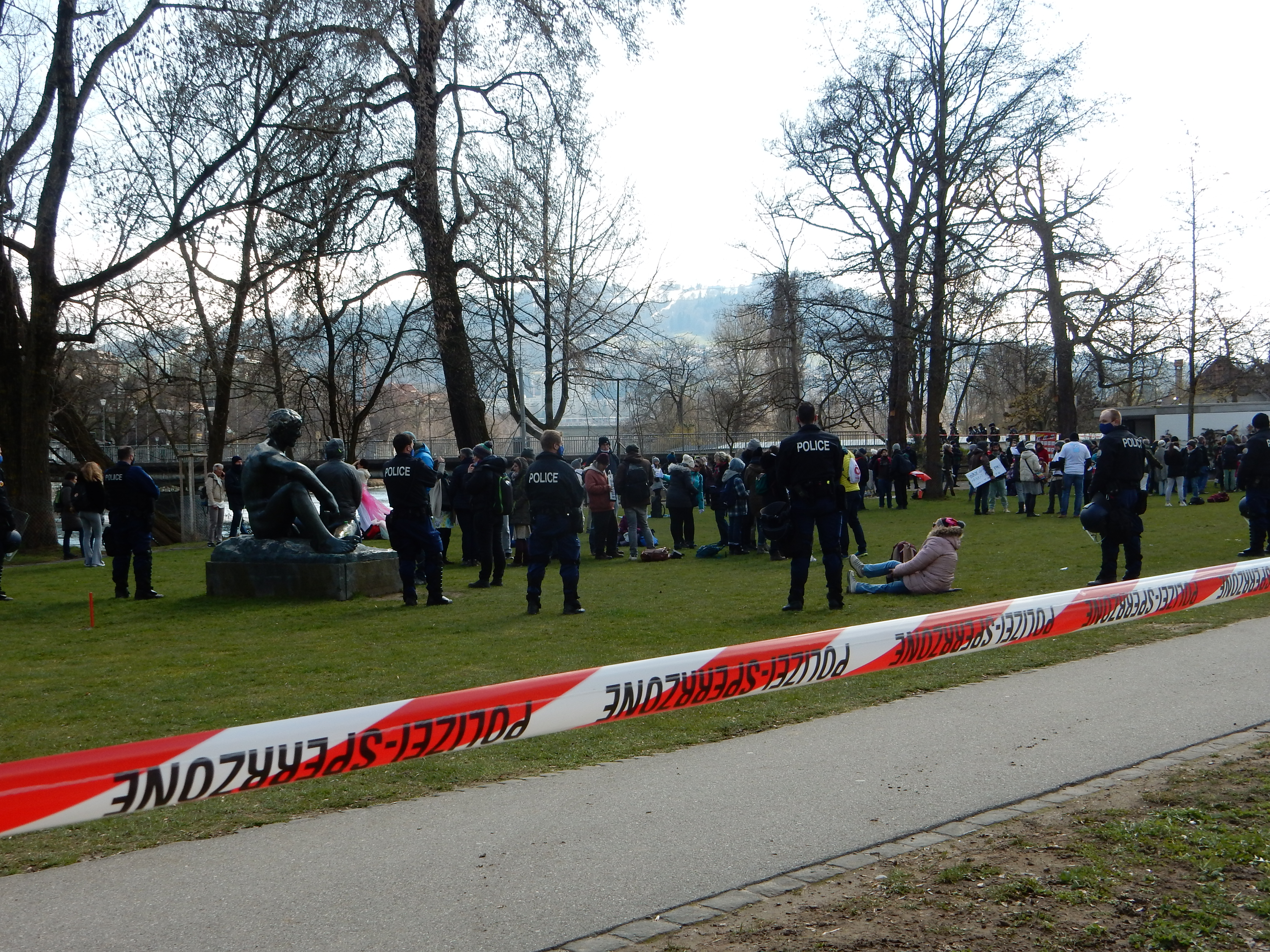
Kundgebung von Corona-Skeptikern umringt von der Polizei in Bern am 20. März 2021

- Das Bundesgericht rügte im September 2021 die vom Kanton Bern aufgrund der Pandemie ab November 2020 für einige Monate erlassene Höchstanzahl von 15 Personen bei politischen Kundgebungen als «unverhältnismässig».[132] Die 300er-Regel des Kantons Uri wurde hingegen nicht kritisiert.[133]

### Allgemeine Kritik
- Es wurde bekannt, dass das Bundesamt für Gesundheit (BAG) bei der Erfassung der Todesfälle hinterherhinkte, weil kein automatisiertes System zur Verwaltung elektronisch übermittelter Meldungen an das BAG bereitstand. Zwar sei die Möglichkeit einer elektronischen Übermittlung in der Verordnung über die Meldung von Beobachtungen übertragbarer Krankheiten des Menschen vorgesehen gewesen, doch wurde bis dahin kein entsprechendes System eingerichtet.[134] Nicht verpflichtend seien zudem Ergänzungsmeldungen gewesen, die hätten darüber Aufschluss geben könnten, wie viele Tage Patienten auf der Intensivstation verbracht und wer die Krankheit überwunden hatte.[134][135]

- Kritisiert wurde die Ungleichbehandlung von Lebensmittel verkaufenden Marktfahrern und Detailhändlern, wo kurze Zeit nur Letztere ihre Lebensmittel anbieten durften,[136] was sogleich (für einzeln stehende Marktstände) angepasst wurde.[137]

- Ende Februar 2020 warf der Berner Epidemiologe Christian Althaus dem Bundesamt für Gesundheit BAG vor, die von der Pandemie ausgehende Gefahr zu unterschätzen.[138][139] Althaus trat Anfang Januar 2021 aus der wissenschaftlichen Corona-Taskforce des Bundes aus.[140]

- Der ägyptische Tourismusunternehmer und Grossinvestor in Andermatt, Samih Sawiris, kritisierte im Mai 2020 in einem Interview mit der «SonntagsZeitung» die Massnahmen der Schweiz gegen die COVID-19-Pandemie. Seiner Meinung nach stünden sie in keinem Verhältnis zu den Verlusten für die Wirtschaft. In der Schweiz gingen Milliarden von Franken verloren, damit es einige Hundert weniger Tote gäbe. Es sei aber politisch unkorrekt, solche Zweifel auszudrücken.[141]

- Mitte 2020 entstanden aus den sozialen Medien heraus verschiedene Bewegungen, welche eine ZeroCovid-Strategie forderten. Die Bewegungen behaupteten unter anderem: «Der Versuch die Pandemie zu kontrollieren, ist gescheitert. Eine Güterabwägung zwischen Gesundheit, Wirtschaft und öffentlichem Leben funktioniere nicht. Der «Schweizer Weg» sei gescheitert. Die Massnahmen schränken das Leben dauerhaft ein und hätten dennoch Millionen Infektionen und Tausende Tote gebracht.» Es gab Bewegungen wie NichtMeinWeg und CoronaZero. Die Bewegungen sahen die Eliminierung der Krankheit als einzigen Weg, Wirtschaft und Gesundheit zu schützen.

- Im November 2020 wurden erste Mahnwachen zum Gedenken der Opfer der Pandemie durch private Initianten gehalten. Kritisiert wurde, dass die Verstorbenen und das Leid ihrer Angehörigen kaum in der Öffentlichkeit thematisiert würden. Unter anderem schrieben sie: «Der Schutz des Lebens ist eine der grundlegendsten Funktionen des Staates. Wenn der Staat hier versagt, dann kann man sich fragen, was überhaupt noch sein Zweck ist».[142]

- Als im Dezember 2020 einige Spitäler vor Überlastung warnten, kritisierten gewisse Beobachter, dass die Schweiz  keinen Shutdown verordnete. Kurz bevor am 18. Dezember eine allgemeine Schliessung von Gastronomie- und Sportbetrieben angeordnet wurde, kommentierte Der Spiegel, dass die Regierung aufgrund des Epidemiengesetzes zwar alleine entscheiden könne und dies im Frühjahr bereits getan habe, aber womöglich entschlossen sei, diese Macht nicht wieder «auf diese, für die Schweiz untypische Weise zu gebrauchen». Die Schweizer Politik sei auf Konsens angelegt, vieles werde lokal entschieden, es werde vor allem auf wirtschaftliche Akteure gehört und für einen Konsens seien lange Aushandlungsprozesse erforderlich.[143]

### Politik
- Am 15. März 2020 beschlossen die Büros von Nationalrat und Ständerat, die dritte und letzte Woche der Frühjahrssession 2020 der eidgenössischen Räte abzusagen.[144] Auch die im Gesetzgebungsprozess so wichtigen Kommissionssitzungen wurden abgesagt. Als Begründung nannten die Parlamentsdienste die sich «rapide verschlechternde» Situation wegen des «Corona-Virus».[145] Von diesem Zeitpunkt an regierte der Bundesrat nach Notrecht und ohne Parlament, wobei die durch ihn gesprochenen Kredite der Zustimmung der Finanzdelegation des Parlamentes bedurften und nachträglich durch die Bundesversammlung genehmigt werden mussten (Art. 28 und 34 FHG); seine Notrechtsverordnungen treten ausser Kraft, wenn er nicht spätestens nach sechs Monaten dem Parlament den Entwurf eines Bundesgesetzes oder einer parlamentarischen Notverordnung unterbreitet, welche die Notverordnung des Bundesrates ersetzen (Art. 7d RVOG). Namhafte Politiker aus allen Parteien, aber auch Rechtsprofessoren[146], kritisierten das Vorgehen, das ihrer Meinung nach verfassungs- und gesetzeswidrig gewesen war. Im Anschluss an die «Coronakrise» müsse sich das Parlament ausserdem einige selbstkritische Fragen stellen, so z. B. wer über den Abbruch einer Session zu entscheiden habe und wer die Parlamentsdienste beaufsichtige. Die SVP brachte gar die Forderung nach einer parlamentarischen Untersuchungskommission PUK ins Spiel.[147]

- Nach Ausrufung der «ausserordentlichen Lage» am 16. März 2020 standen alle Parteien und Politiker hinter dem Bundesrats-Entscheid.[148] Doch schon Anfang April 2020 war die Zeit der Einigkeit vorbei. Die Parteien begannen darüber zu streiten, wie und wann die Schweiz aus dem «Corona-Lockdown» herauskommen soll. Die bürgerlichen Parteien, besonders die SVP, aber auch die FDP forderten vom Bundesrat, in Sorge um die Wirtschaft, schnell zur Normalität zurückzukehren.[149][150]

- Sowohl der Bundesrat wie auch 32 Mitglieder des Ständerates verlangten die Einberufung einer ausserordentlichen Session nach Art. 151 Abs. 2 der Bundesverfassung[151], um die durch den Bundesrat gesprochenen dringlichen Kredite nachträglich zu genehmigen bzw. um dem Parlament Gelegenheit zu geben, die Massnahmen des Bundesrates zu diskutieren und gegebenenfalls zu korrigieren. Die ausserordentliche Session fand vom 4. bis 6. Mai 2020 statt – nicht im Parlamentsgebäude, sondern in den Ausstellungshallen von «BernExpo», um die Abstandsregeln einhalten zu können. Die vom Bundesrat beantragten Kredite von über 57 Milliarden Franken wurden genehmigt und leicht aufgestockt mit zusätzlichen Unterstützungen für Kindertagesstätten und den Tourismus. Das Parlament verzichtete darauf, mit übergeordneten eigenen Notverordnungen die Notverordnungen des Bundesrates zu korrigieren, beauftragte diesen aber mit einigen angenommenen Motionen, seine Massnahmen zu ergänzen oder zu korrigieren. Die Forderung von Motionen der Kommissionen für Wirtschaft und Abgaben beider Räte, Geschäfte und Restaurants früher wieder zu öffnen als vom Bundesrat beabsichtigt, hatte der Bundesrat bereits unmittelbar vor der Session erfüllt.[152]

- Damit die Notverordnungen des Bundesrates sechs Monate nach ihrem Erlass nicht dahinfallen (Art. 7d Abs. 2 RVOG), hatte der Bundesrat am 12. August 2020 der Bundesversammlung den Entwurf des «Bundesgesetzes über die gesetzlichen Grundlagen für Verordnungen des Bundesrates zur Bewältigung der COVID-19-Epidemie (Covid-19-Gesetz)» unterbreitet. Die Bundesversammlung beriet den Entwurf in der Herbstsession 2020 intensiv, nahm diesen mit einigen Änderungen am 25. September 2020 an; er wurde für dringlich erklärt und auf den 26. September 2020 in Kraft gesetzt.[153] Die Kritiker des Vereins Freunde der Verfassung[24] ergriffen ein Referendum und reichten im Januar 2021 über 86'000 Unterschriften ein.[25] (Siehe auch Covid-19-Gesetz oben.)

Ausser von der SVP wurden die Massnahmen grossmehrheitlich unterstützt, wenn auch mit Nuancen; so sprach sich etwa die wirtschaftsliberale FDP regelmässig für weniger Einschränkungen für die Wirtschaft aus.

#### Organisationen der Massnahmengegner
Als Reaktion auf die behördlichen Massnahmen gegen die Ausbreitung von COVID-19 wurden verschiedene politische Bewegungen gegründet, die sich gegen die mit den Massnahmen verbundenen Einschränkungen der persönlichen Freiheit einsetzten. Bis zwei Jahre nach dem Beginn der Pandemie, im Januar 2022, gelang es aber keiner dieser Bewegungen, politisch nennenswerten Einfluss zu erlangen. Die Bewegungen träten in der Öffentlichkeit vor allem wegen internen Streitigkeiten in Erscheinung, setzten sich hauptsächlich aus Menschen ohne politische Erfahrung zusammen und hätten kein politisches Programm ausser der Ablehnung der COVID-Massnahmen, schrieb die NZZ im Januar 2022.
Zu den massnahmenkritischen politischen Bewegungen in der Schweiz gehören «Mass-Voll», geführt vom früheren FDP-Mitglied Nicolas Rimoldi, sodann die «Freunde der Verfassung», die öffentlich vor allem durch ihren Sprecher Michael Bubendorf bekannt wurden, und «Aufrecht Schweiz», einem Zusammenschluss, der massnahmenkritische Personen zur Wahl in Behörden aufstellen will und von Patrick Jetzer geleitet wurde. Der Verein Aufrecht Schweiz entstand 2021 aus einer Arbeitsgruppe mit verschiedenen Vertretern von Vereinen und Bürgerrechtsorganisationen. Aufrecht nahm in mehreren Kantonen an den Nationalratswahlen 2023 teil und 2023 erreichte in einigen Kantonen um 1 bis 2 Prozent der Stimmen. Für die Abstimmung im Juni 2023 hatte Aufrecht Schweiz hingegen keine Parole publiziert jedoch waren die Freunde der Verfassung im Referendumskomitee.
Im Kanton Thurgau gelang schweizweit erstmals einem Vertreter von Aufrecht der Gewinn eines Sitzes im kantonalen Parlament, dies dank einer Listenverbindung mit der EDU und zulasten der SVP. Neuer Präsident ist seit 2024 Remko Leimbach.
In der etablierten Schweizer Politik lehnte vor allem die rechtsnationalistische Schweizerische Volkspartei (SVP) die COVID-Massnahmen weitgehend ab und wirft dem Bundesrat «diktatorische Machtpolitik» vor. Die SVP liebäugelte mit einer Listenverbindung mit Nicolas Rimoldis «Freunden der Verfassung», als andere Massnahmengegner sich von Rimoldi wegen seiner Nähe zu Identitären und Rechtsextremisten distanziert hatten.

### Probleme beim Ausstieg aus dem ersten Lockdown
Am 16. April 2020 gab der Bundesrat seinen Fahrplan für den Ausstieg aus dem ersten Lockdown bekannt. Noch keinen Termin nannte er damals für die Wiedereröffnung von Restaurants und Bars. Der Branchenverband Gastrosuisse zeigte sich «sehr enttäuscht» über das Vorgehen und die Nichtkommunikation des Bundesrats. Sie fühlten sich im Stich gelassen. Vertreter von Filialgeschäften zeigten sich enttäuscht, dass nicht alle Läden am 27. April 2020 wieder öffnen durften, sondern nur eine kleine Gruppe wie Baumärkte. Ausserdem kritisierten sie die Sortimentsbeschränkung in Lebensmittelgeschäften auf nur lebensnotwendige Produkte. Ganz anders sah dies der Schweizerische Gewerbeverband. Er beschuldigte die Branchengrössen Coop und Migros, sich nicht an die Coronavorgaben des Bundesrats gehalten zu haben. Migros und Coop nutzten die Notlage der Fachgeschäfte aus und seien «Krisengewinnler». Die Definition von lebensnotwendigen und nicht lebensnotwendigen Produkten führte anfänglich zu Verwirrung und Unsicherheit. Der Bund reagierte auf die Kritik und präzisierte seine Vorgaben. Dass von Grossbetrieben während und nach dem ersten Lockdown zum Teil Non-Food-Artikel angeboten wurden, führte zu Strafanzeigen gegen die Verantwortlichen. In diesem Zusammenhang wurden aber mindestens zwei Coop-Filialleiter wieder freigesprochen, die zuvor eine Busse erhalten hatten.

### Religionen

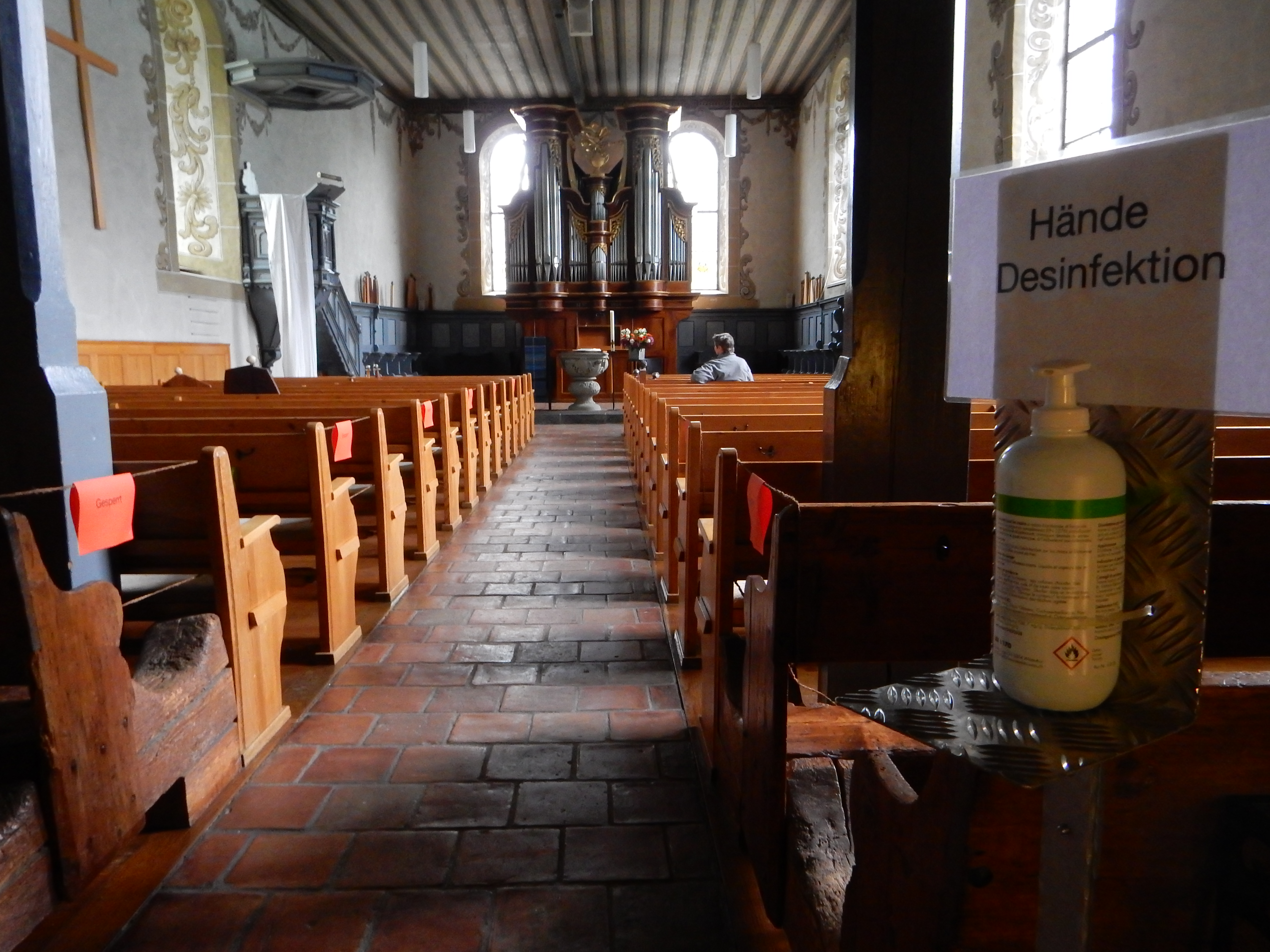
Schutzmassnahmen nach der Öffnung der Kirchen

Felix Gmür, Bischof von Basel und 2020 Präsident der Schweizerischen Bischofskonferenz, wandte sich in einem offenen Brief an den Bundesrat. Er verlangte eine sehr rasche Öffnung der Kirchen für grössere Gruppen. Nachdem die Oster-Gottesdienste 2020 nicht hatten gefeiert werden können, forderte er, dass das Abhalten der Gottesdienste an Auffahrt und Pfingsten wieder möglich sein sollte. In einem offenen Brief mahnten einige Pfarrer, dass sich die Risikogruppen ausgeschlossen fühlen könnten, wenn sie weiterhin nicht in die Kirche gehen sollten.

## Wissenschaftliche Begleitung

### Science Task Force
Die Swiss National Covid-19 Science Task Force (SN-STF) wurde vom Bund Ende März 2020 eingesetzt, «um die politischen Behörden und Entscheidungsträger bei der Entscheidungsfindung im Kontext von COVID-19 wissenschaftlich zu unterstützen». Allerdings war der Bildungsprozess und die Arbeitsweise nicht unumstritten. Erster Leiter war der Epidemiologe Matthias Egger, seine Nachfolge übernahm ab August 2020 der Molekularbiologe Martin Ackermann. Die SN-STF setzt sich aus zehn thematischen Untergruppen zusammen; insgesamt bestand sie aus 72 Mitgliedern. Die Vizepräsidentin Monika Bütler trat per Ende Januar 2021 zurück und wurde durch Jan-Egbert Sturm ersetzt. Martin Ackermann trat per 11. August als Leiter zurück, bleibt aber Mitglied der Taskforce. Nachfolgerin wurde die ETH-Biostatistikerin Tanja Stadler. Die Expertengruppe wurde auf 25 Personen verkleinert.
Mitglieder der SN-STF forderten seit der Mandatierung im August 2020 immer wieder strengere Massnahmen von der Politik. Das führte zu Kritik aus der Politik, insbesondere auch von den Bundesräten Ueli Maurer und Alain Berset. Auch der Wirtschaftsverband Economiesuisse stellte sich im November 2020 gegen die Forderungen der SN-STF. Aus Protest gegen die politische Kritik trat der Epidemiologe Christian Althaus im Januar 2021 aus der SN-STF aus.
Das Beratungsmandat der Science Task Force wurde auf deren Wunsch vorzeitig auf Ende März 2022 beendet. Am 29. März 2022 erschien ihr 110-seitiger Abschlussbericht.

### Wissenschaftliches Beratungsgremium
Im November 2022 wurde auf Initiative von Gesundheitsdirektorenkonferenz, dem Eidgenössischen Departement des Innern und dem Staatssekretariat für Bildung, Forschung und Innovation eine Vereinbarung mit dem ETH-Rat beschlossen, ein wissenschaftliches Beratungsgremium unter dem Vorsitz von Tanja Stadler zu gründen. Das 14-köpfige Gremium steht der Gesundheitsdirektorenkonferenz als auch den einzelnen Kantonen sowie den interessierten Bundesstellen für Einschätzungen und Analysen zur Verfügung. Das Mandat läuft vorläufig bis Ende Juni 2023.

### Nachweis im Abwasser
Forschern der Schweizerischen Eawag und der ETH Lausanne gelang es Ende April 2020, Spuren von SARS-CoV-2 im Abwasser nachzuweisen. In täglich aus der Kläranlage von Lausanne entnommenen Proben konnten sie den Anstieg zwischen März und April grob nachzeichnen. Dies soll es erlaubten, einen Anstieg der Infektionen rund eine Woche schneller zu erkennen als aufgrund von Tests. Ziel sei es, aus rund zwanzig grossen, geografisch gut über die Schweiz verteilten Kläranlagen das Abwasser von rund 2,5 Millionen Menschen im Rahmen eines Frühwarnsystems zu überwachen. Im August 2021 beschloss der Bundesrat, systematische Abwassertests auf ein Siedlungsgebiet, in dem rund 60 Prozent der Bevölkerung leben, sowie Tourismusgebiete auszuweiten. Von daher wurde das Abwassermonitoring im Februar 2022 von sechs auf über 100 Kläranlagen ausgeweitet, welche ca. 70 Prozent der Bevölkerung abdecken. Die Tests laufen voraussichtlich bis Ende 2022, mit Aussicht auf Verlängerung.[veraltet]

### COVID-19-App
Eine sogenannte COVID-19-App sollte rechtzeitig vor einer zweiten Welle warnen können. In der ausserordentlichen Session vom 4.–6. Mai 2020 verlangten National- und Ständerat mit einer Motion, dass eine solche auf einer gesetzlichen Grundlage beruht und freiwillig sein muss. Auch sollen nur technische Lösungen zugelassen werden, die keine personenbezogenen Daten zentral speichern. Die von der ETH entwickelte SwissCovid-App erfüllte diese Vorgaben: Die App meldete an User, wenn sie engeren Kontakt mit einem anderen User hatten, der ein positives Testresultat per Code in seiner App hinterlegt hatte. Die Staatspolitische Kommission des Nationalrats forderte die Erarbeitung einer Gesetzesgrundlage für die App, der Bundesrat lehnte die Motion jedoch ab.
Am 25. März 2021 informierte das Bundesamt für Gesundheit, dass rund zwei Millionen Menschen die SwissCovid-App nutzen. Die neuste Erweiterung sei die Interoperabilität mit der deutschen «Corona-Warn-App», welche ab sofort aktiv sei. Das Ziel der Vereinbarung sei die einfachere Bedienung der jeweiligen Apps und dass länderübergreifend über eine mögliche Infektion informiert werden könne. Dadurch sollte auch das internationale «Contact Tracing» verbessert werden. Von dieser Interoperabilität sollten vor allem die rund 60'000 Grenzgänger profitieren, die täglich von Deutschland in die Schweiz kommen. Per 31. März 2022 wurde die SwissCovid-App vorerst deaktiviert.

### Umfrage zu Massnahmen
Das GfS Bern führte im Auftrag der Zeitungen Blick online, Le Temps und Corriere del Ticino eine Umfrage durch. Diese dauerte vom 22. bis zum 28. April 2020 und es nahmen 25'323 Personen im Alter von über 16 Jahren daran teil. 80 % vertrauen demnach «voll und ganz», bzw. «eher» der Wissenschaft, 79 % dem Bundesrat, 78 % dem Krisenmanagement des Bundesrates, 78 % dem Krisenmanagement des BAG. 92 % halten sich gemäss eigenen Angaben an die BAG-Vorgaben, 87 % «kommen bisher gut durch die Krise», 80 % «fühlen sich gut über die Krise informiert». 43 % finden, dass «der Wirtschaft zu stark oder eher zu stark geschadet wurde» und 26 % erachten die Vorschriften als «zu strikt oder zu viel».

## Spitalhygiene
Die Swissnoso (Vereinigung von führenden Fachleuten auf dem Gebiet der Infektionskrankheiten und der Spitalhygiene, 1994 auf Anregung des Bundesamts für Gesundheit entstanden) veröffentlichte am 11. Dezember 2020 Vorsorgemassnahmen in Spitälern für einen hospitalisierten Patienten mit begründetem Verdacht oder mit einer bestätigten SARS-CoV-2-Infektion. Hervorzuheben ist, dass FFP2-Masken nur während aerosol-generierende Massnahmen empfohlen wurden. Die Swissnoso schrieb zudem: «Wenn in der klinischen Betreuung eine Übertragung durch Aerosole überhaupt stattfinden kann, so einzig bei einer ganz kleinen Minderheit». Die Einschätzung der Swissnoso stand im Widerspruch zum Policy Brief der Swiss Science Task Force vom 29. Oktober 2020, welcher festhielt: «Feinste Atemtröpfchen spielen bei der Übertragung von SARS-CoV-2 eine Rolle».

## Impfung

### Geimpfte Personen in der Schweiz
Da das BAG im Juni 2021 auch jenen Personen, die an COVID-19 erkrankten, empfahl, sich ein Mal impfen zu lassen, weil «nach einer durchgemachten Krankheit die Immunität langsam schwinde», wird die schwarze Kurve immer unterhalb der grünen verlaufen. Als vollständig geimpft gelten Personen, die zwei Impfdosen von Spikevax® bzw. Comirnaty® oder eine Impfdosis von Covid-19 Vaccine Janssen® erhielten.
- Verabreichte Impfdosen: 15'956'438

Stand: 22. August 2022

### Demografie
| Alter       | eine Impfung | zwei Impfungen | drei Impfungen |
| ----------- | ------------ | -------------- | -------------- |
| 0–9 Jahre   | 3,51 %       | 2,56 %         | 0,02 %         |
| 10–19 Jahre | 50,34 %      | 48,41 %        | 12,77 %        |
| 20–29 Jahre | 72,49 %      | 71,38 %        | 29,77 %        |
| 30–39 Jahre | 74,19 %      | 73,19 %        | 35,52 %        |
| 40–49 Jahre | 78,12 %      | 77,26 %        | 43,12 %        |
| 50–59 Jahre | 81,28 %      | 80,51 %        | 52,33 %        |
| 60–69 Jahre | 86,84 %      | 86,16 %        | 66,22 %        |
| 70–79 Jahre | 91,55 %      | 90,91 %        | 77,67 %        |
| ≥ 80 Jahre  | 95,66 %      | 94,39 %        | 78,58 %        |

Stand: 19. März 2022

### Verdachtsmeldungen von ausgewerteten unerwünschten Impferscheinungen (UIE)
| Alter       | UIE   | % der UIE |
| ----------- | ----- | --------- |
| 0–1 Jahre   | 1     | 0,01 %    |
| 2–11 Jahre  | 9     | 0,07 %    |
| 12–17 Jahre | 157   | 1,17 %    |
| 18–44 Jahre | 4'512 | 33,70 %   |
| 45–64 Jahre | 4'200 | 31,37 %   |
| 65–74 Jahre | 1'278 | 9,55 %    |
| ≥ 75 Jahre  | 1'583 | 11,82 %   |
| unbekannt   | 1'623 | 12,12 %   |

- Total ausgewertete UIE: 13'388
- Nicht-schwerwiegende UIE: 8'223
- Schwerwiegende UIE: 5'165

Stand: 8. März 2022

### Verlauf

#### Zulassung, Kauf, Abrechnung
- Bis Mitte November 2020 sind bei Swissmedic drei Zulassungsgesuche für COVID-19-Impfstoffe eingegangen. Sie wurden eingereicht von AstraZeneca, Pfizer und Moderna.[203][204][205] Den Wirkstoff für den Impfstoff von Moderna will Lonza in Visp herstellen.[206] Ein weiteres Zulassungsgesuch wurde Anfang Dezember 2020 von Janssen-Cilag eingereicht.[207]

- Am 19. Dezember 2020 hat Swissmedic den Impfstoff BNT162b2 von Pfizer/Biontech – als ersten Impfstoff – befristet zugelassen.[208][209]

- Die befristete Zulassung des mRNA-1273-Impfstoffes von Moderna – als zweiten Impfstoff – erfolgte am 12. Januar 2021.[210][211]

- Per 3. Februar 2021 liess das Bundesamt für Gesundheit verlauten, dass der Bund bisher mit fünf Impfstoffherstellern Verträge abschloss: Moderna (13,5 Millionen Impfdosen mRNA-1273), Pfizer/BioNTech (3 Millionen Impfdosen Comirnaty, BNT162), AstraZeneca (5,3 Millionen Impfdosen AZD1222), Curevac (5 Millionen Impfdosen CVnCoV) sowie Novavax (6 Millionen Impfdosen NVX-CoV2373). Insgesamt also rund 33 Millionen Impfdosen.[212]

- Per 10. März 2021 liess das Bundesamt für Gesundheit verlauten, dass der Bund einen weiteren Vertrag mit Pfizer/BioNTech abschloss. Somit wurden bisher folgende Verträge abgeschlossen: Moderna (13,5 Millionen Impfdosen), Pfizer/BioNTech (6 Millionen Impfdosen), AstraZeneca (5,3 Millionen Impfdosen), Curevac (5 Millionen Impfdosen) sowie Novavax (6 Millionen Impfdosen). Insgesamt also rund 36 Millionen Impfdosen.[213]

- Am 22. März 2021 hat Swissmedic den von Johnson & Johnson entwickelten Impfstoff COVID-19 Vaccine Janssen für Personen ab 18 Jahren – als dritten Impfstoff – befristet zugelassen. Der Impfstoff wird in einer einzigen Dosis verabreicht.[214] Die Schweiz schloss jedoch mit dem Hersteller keinen Vertrag ab, so dass der Impfstoff in der Schweiz nicht allgemein verfügbar wurde.[215]

- Per 25. März 2021 liess das Bundesamt für Gesundheit verlauten, dass die Schweiz in den Monaten April, Mai, Juni und Juli insgesamt mindestens acht Millionen Impfdosen erhalte. Eine rasche Verimpfung dieser Dosen sei wichtig, weswegen Bundespräsident Guy Parmelin und Bundesrat Alain Berset eine Konferenz mit den kantonalen Gesundheitsdirektoren, dem Präsidenten der Konferenz der Kantonsregierungen (KdK), Vertretern der «Science Task Force», der Eidgenössischen Kommission für Impffragen und den Impfstoffherstellern Pfizer und Moderna einberief.[216]

- Per 30. März 2021 liess Swissmedic verlauten, dass der Impfstoff von Pfizer/BioNtech ab sofort nicht mehr dauerhaft in Spezialgefrierschränken gelagert werden müsse. So belegen neue und von Swissmedic überprüfte Daten, dass die Qualität bis zu zwei Wochen lang auch bei Tiefkühltemperaturen zwischen −25 und −15 °C gewährleistet sei. Dies sei entscheidend, damit der Impfstoff in der Schweiz auch in Gesundheitszentren, Arztpraxen und Apotheken eingesetzt werden könne, was die Impfgeschwindigkeit in der Schweiz positiv beeinflussen soll.[217]

- Per 6. Mai 2021 liess das Bundesamt für Gesundheit verlauten, dass mit Moderna ein weiterer Vertrag abgeschlossen wurde. So sei die Schweizer Bevölkerung auch im Jahr 2022 mit genügend mRNA-Impfstoff versorgt. Der neue Vertrag sieht eine Lieferung von insgesamt sieben Millionen Dosen im ersten Halbjahr 2022 vor. Insgesamt wurden somit bereits 42,8 Millionen Impfdosen bestellt.[218]

- Per 25. August 2021 schloss der Bundesrat einen weiteren Vertrag mit Pfizer/BioNTech ab, der für die Jahre 2022 und 2023 je eine Lieferung von sieben Millionen Impfdosen mit einer Option auf sieben weiteren Millionen Impfdosen vorsieht. Voraussetzung dafür ist, dass geänderte Impfstoffe von Pfizer/BioNTech durch Swissmedic zugelassen werden. Bisher schloss der Bund mit fünf Impfstoffherstellern Verträge ab: Moderna (13,5 Millionen Impfdosen für das Jahr 2021 und sieben Millionen für das Jahr 2022), Pfizer/BioNTech (sechs Millionen Impfdosen für das Jahr 2021, sieben Millionen für das Jahr 2022 und sieben Millionen für das Jahr 2023), AstraZeneca (5,4 Millionen Impfdosen), Curevac (fünf Millionen Impfdosen) sowie Novavax (sechs Millionen Impfdosen).[219]

- Per 16. September 2021 liess Swissmedic verlauten, dass Moderna und Pfizer/BioNTech Gesuche zur Änderung der bestehenden Dosierungsempfehlungen ihrer Covid-19-Impfstoffe einreichten. Swissmedic begutachtet die eingereichten klinischen Daten zu den dritten Impfdosen auf Sicherheit und Wirksamkeit und prüft, ob die eingereichten Daten ausreichend sind, um die Indikation entsprechend zu erweitern. Wann ein Entscheid über die Zulassungsänderungen erfolgen kann, hängt von den eingereichten Daten und den Resultaten der klinischen Studien ab.[220]

- Per 29. September 2021 schloss der Bundesrat einen weiteren Vertrag mit Janssen – von Johnson & Johnson – über die Lieferung von 150'000 Impfstoffdosen ab. Der Vektor-basierte Impfstoff kommt primär bei Personen zum Einsatz, die aus medizinischen Gründen nicht mit einem mRNA-Impfstoff geimpft werden können und er wird nur einmal verabreicht (Einmaldosis). Er steht aber auch anderen Impfwilligen zur Verfügung. Ausgenommen von der Empfehlung sind Schwangere und immundefiziente Personen. Diesen wird weiterhin einer der beiden mRNA-Impfstoffe von Pfizer oder Moderna empfohlen.[221]

- Per 18. November 2021 reichte Moderna Switzerland GmbH bei Swissmedic ein Gesuch ein, um die Indikation des Covid-19-Impfstoffs Spikevax® auf Kinder ab sechs Jahren auszuweiten. Mit der beantragten Erweiterung soll die Indikation Sechs- bis Elfjährige einschliessen. Die eingereichten Unterlagen beinhalten erste Ergebnisse einer fortlaufenden klinischen Studie mit rund 5'000 Teilnehmern in dieser Altersgruppe.[222]

- Per 3. Dezember 2021 entschied der Bundesrat, dass die «Covid-19-Impfung» auch im Jahr 2022 für die Bevölkerung kostenlos bleiben wird. Die Kosten der Impfungen werden weiterhin von der obligatorischen Krankenpflegeversicherung, dem Bund und den Kantonen getragen.[223]

- Per 17. Dezember 2021 entschied der Bundesrat, dass die von den Tarifpartnern ausgehandelten Pauschalen für die «COVID-19-Impfung» im Jahr 2022 genehmigt werden: Die Pauschale für die Impfung in Impfzentren, Spitälern und durch mobile Teams beträgt im neuen Jahr CHF 20.00, für Arztpraxen wird sie auf CHF 29.00 angehoben. Auch werden die aktuell geltenden Tarifverträge zur Abgeltung der Leistungen von Apotheker bei der Abgabe von Arzneimitteln verlängert.[224]

- Der Bundesrat genehmigte an der Sitzung vom 13. Januar 2021 den Tarifvertrag, der die Vergütung der «Covid-19-Impfung» durch die obligatorische Krankenpflegeversicherung regelt. Die Impfung wird somit in voller Höhe vergütet.[225]

- Am 23. Februar 2022 beriet sich der Bundesrat über den Bedarf und die Verwendung von Covid-19-Impfstoffen im Jahr 2022, in welchem der Schweiz rund 34 Millionen Impfdosen zur Verfügung stehen. Dabei fallen 20 Millionen Dosen auf das erste Halbjahr und 14 Millionen Dosen auf das zweite Halbjahr. Sollte eine weitere «Auffrischimpfung» nötig werden, wäre die Versorgung der Schweizer Bevölkerung jederzeit gesichert. Insbesondere sei mit dieser Beschaffungsstrategie sichergestellt, dass der Schweiz stets die neuste verfügbare Impfstoffvariante der jeweiligen Hersteller zur Verfügung stünde; unter Vorbehalt der entsprechenden Zulassung durch Swissmedic. Um das Ausfallrisiko einer bestimmten Technologie oder eines Herstellers abzufedern, kaufte er mehr Impfdosen, als zur Verimpfung benötigt werden. Er entschied deswegen bis Mitte 2022 maximal 15 Millionen Dosen prioritär via COVAX weiterzugeben, wenn diese nicht für die Verimpfung in der Schweiz eingeplant werden. Die Schweiz setze sich im Rahmen der globalen Pandemiebekämpfung seit Beginn dafür ein, dass möglichst viele Menschen weltweit Zugang zu sicheren und wirksamen Covid-19-Impfstoffen erhielten.[226]

- Am 11. März 2022 entschied der Bundesrat, für das Jahr 2023 nebst den bereits gekauften sieben Millionen Impfdosen von Pfizer/BioNTech auch sieben Millionen Dosen von Moderna zu beschaffen. Gleichzeitig hält die Schweiz Optionen für je sieben Millionen weiterer Impfdosen beider Anbieter, die nur bei Bedarf eingelöst werden. Ergänzend werden – als Alternative zu den mRNA-Impfstoffen – bei einem anderen Impfhersteller maximal eine Million Dosen Impfstoffe bestellt. Zuviel beschaffter Impfstoff, der nicht in der Schweiz benötigt wird, soll weiterverkauft oder weitergegeben werden, wie es bereits im 2021 gemacht wurde.[227] Dennoch wurde im Mai 2022 bekannt, dass 620'000 abgelaufene Moderna-Impfdosen vermutlich vernichtet werden müssen.[228] Im September 2022 wurde bekannt, dass über 10 Millionen abgelaufene Impfdosen vernichtet werden. Eine Weitergabe sei wegen der oftmals nicht vorhandenen Kühlkette in den südlichen Ländern nicht möglich.[229]
- Insgesamt hat sich der Bund mit 61 Mio. Impfdosen von sechs verschiedenen Herstellern eingedeckt. Das BAG wehrt sich noch gegen die Offenlegung der Verträge.[230]
- Die Kosten der Covid-Impfung für «besonders gefährdete Personen» wurden noch bis Mitte 2024 vom Bund übernommen.[231] Die Kosten der Corona-Tests konnten bis Ende 2022 über die Krankenkassen abgerechnet werden, seit Januar 2023 nur noch auf ärztliche Anordnung.[232]

#### Empfehlungen und Informationskampagnen

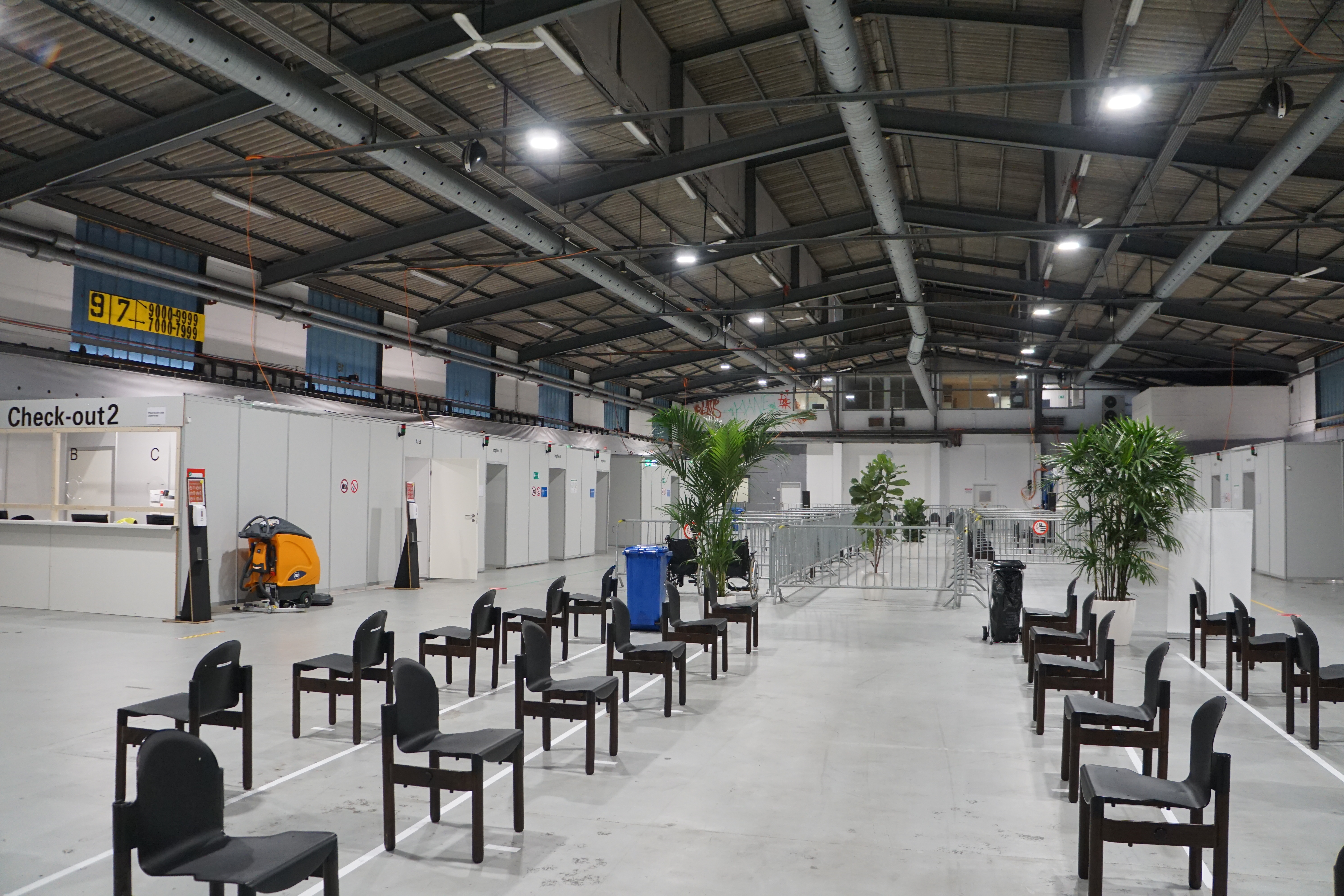
Impfzentrum in Basel-Land

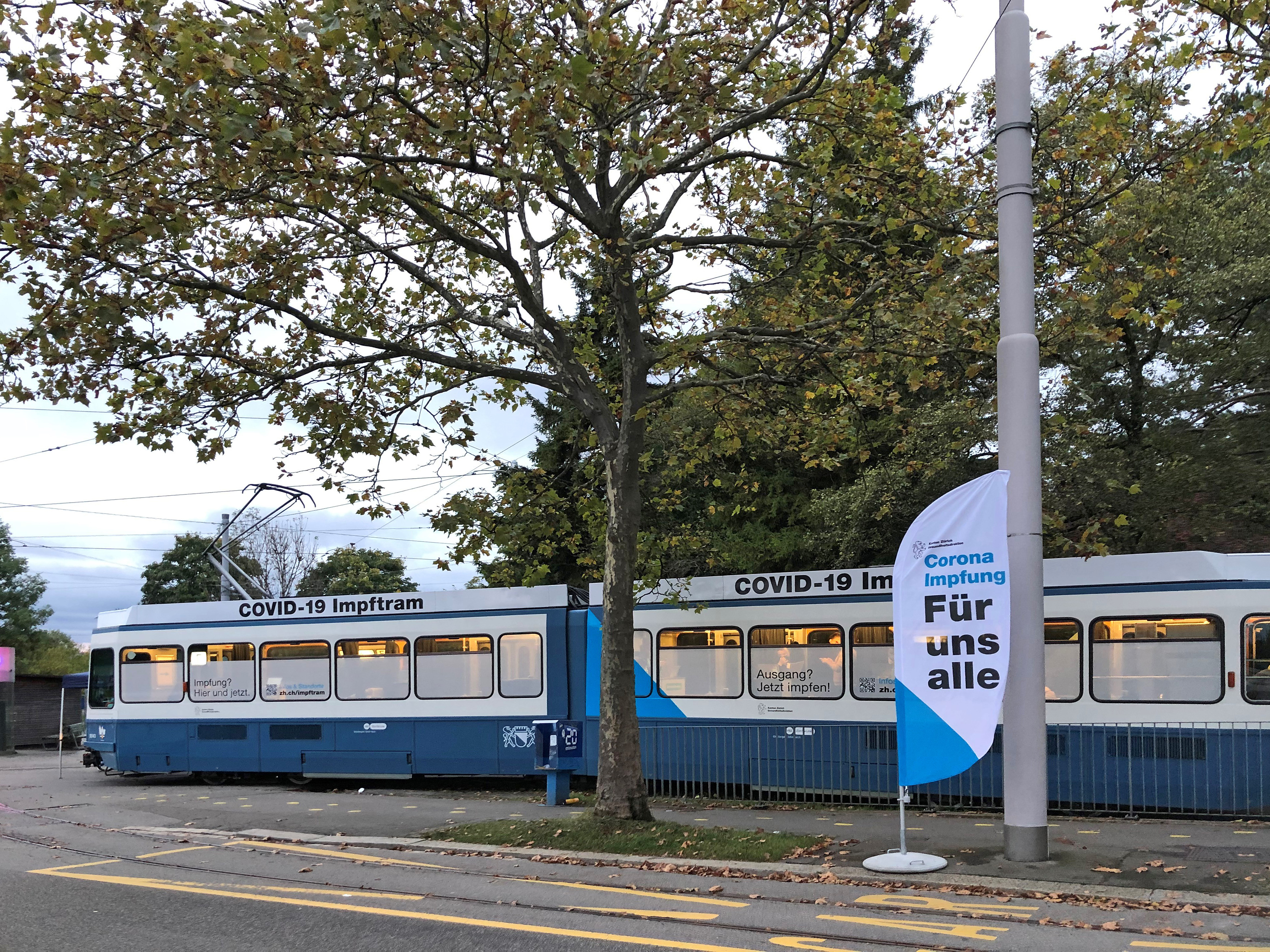
Impftram in Zürich

- Am 22. Dezember 2020 informierte das Bundesamt für Gesundheit, dass noch in Woche 52 und 53 die ersten Personen gegen SARS-CoV-2 geimpft werden sollen. Parallel dazu möchte das Bundesamt für Gesundheit ab dem 24. Dezember eine breit angelegte Informationskampagne starten; so sollen die Menschen in der Schweiz möglichst umfassend, transparent und verständlich über die Impfung, deren Verträglichkeit, Nutzen, Wirksamkeit, Nebenwirkungen usw. usf. informiert werden.[233] Priorität haben Personen über 75 Jahren und Personen mit chronischen Krankheiten; danach sollen Personen zwischen 65 und 74 Jahren geimpft werden.[234]

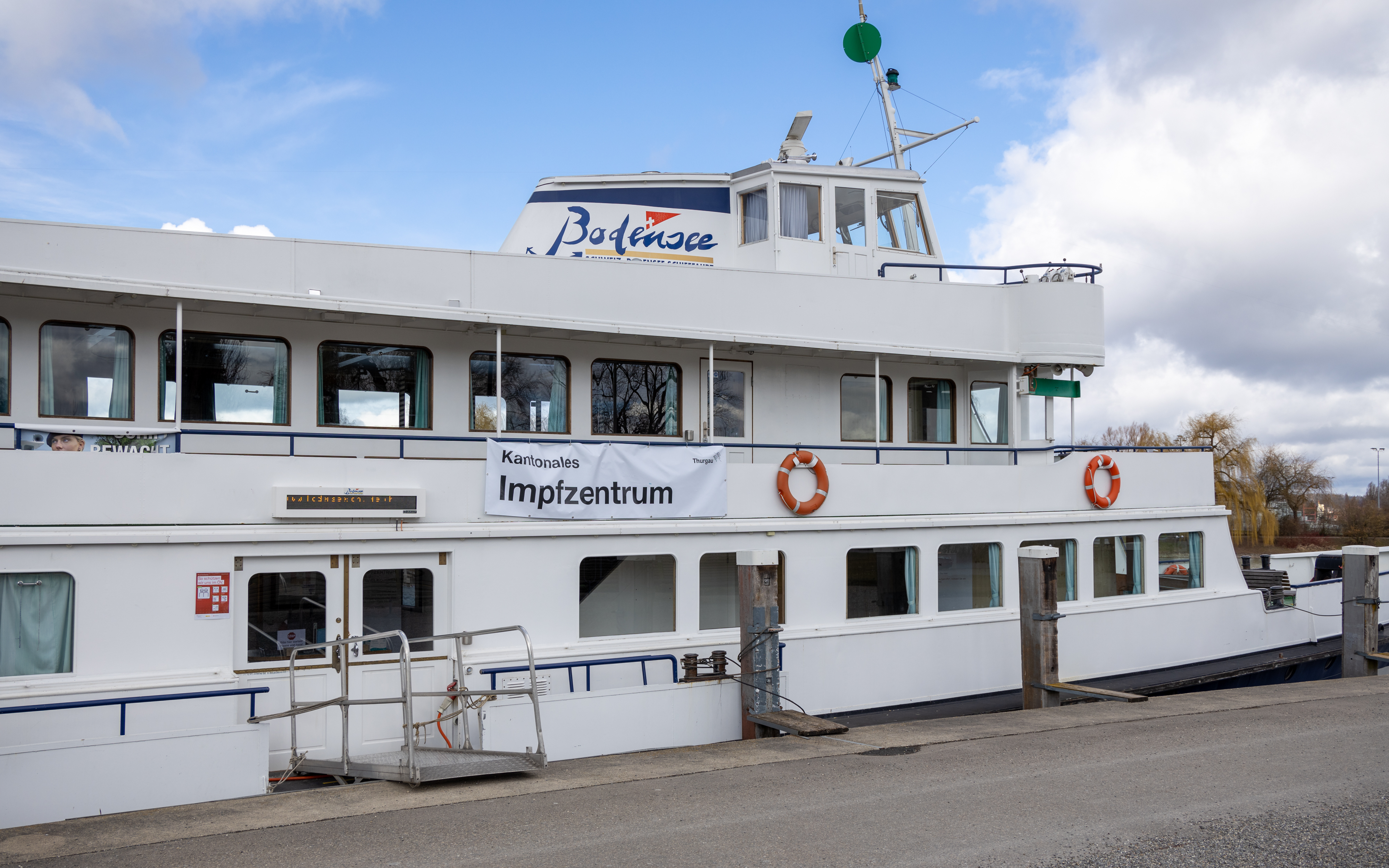
Vom 2. Februar bis 23. Mai 2021 befand sich auf dem Bodensee ein «Impfschiff», das kantonale Impfzentrum MS Thurgau.

- Im Juni 2021 empfahl das Bundesamt für Gesundheit auch jenen Personen die an COVID-19 erkrankt waren, sich ein Mal impfen zu lassen, weil «nach einer durchgemachten Krankheit die Immunität langsam schwinde».[197]

- Per 16. August 2021 startete das Bundesamt für Gesundheit eine neue Informationskampagne zur «COVID-19-Impfung». Die Kampagne sollte alle bisher ungeimpften Erwachsenen und Jugendlichen daran erinnern, dass «jetzt der richtige Zeitpunkt für eine Impfung» sei.[235]

- Per 18. August 2021 beschloss der Bundesrat eine Änderung der Epidemienverordnung, wonach sich Auslandschweizer und deren enge Familienangehörige sowie Grenzgänger – ohne obligatorische Krankenpflegeversicherung – in der Schweiz impfen lassen können. Er schickt zwei Varianten in die Vernehmlassung und wird seinen Entscheid am 25. August 2021 treffen.[236]

- Per 1. Oktober 2021 verkündete der Bundesrat, dass er gemeinsam mit den Kantonen die Impfanstrengungen nochmals intensivieren möchte. So sollten in den kommenden Wochen möglichst viele Personen erreicht werden, die bzgl. Impfentscheid noch unentschlossen waren. Der Bundesrat schickte deshalb an der Sitzung Pläne für eine Impfoffensive in Konsultation. Geplant waren beispielsweise eine nationale Impfwoche mit rund 170 zusätzlichen mobilen Impfstellen, persönliche Gespräche sowie Beratungsgutscheine. Ausserdem beschloss der Bundesrat, dass sich Personen unter 16 Jahren und einmal geimpfte Personen weiterhin gratis testen lassen können, um ein Covid-Zertifikat zu erhalten.[237]

- Per 4. Oktober 2021 startete die Kampagne «Lieber impfen lassen» des Bundesamtes für Gesundheit, die sich vor allem an Jugendliche richten soll. Die Impfung erleichtere den Alltag, denn wer ein Restaurant besuchen, in einem Club tanzen oder einfach ins Kino will, muss geimpft sein oder braucht einen gültigen, negativen Test. Wer nach den Ferien in die Schweiz zurückkehrt ebenso. Das sei aufwendig, weswegen sich eine Impfung lohne.[238]

- Per 13. Oktober 2021 konkretisierte der Bundesrat die Inhalte der geplanten Impfoffensive: Um weitere Personen dazu zu bewegen, sich impfen zu lassen, plant er gemeinsam mit den Kantonen eine Impfwoche vom 8. bis zum 14. November 2021. Zusätzliche mobile Beratungs- und Impfstellen sollen einen niederschwelligen Zugang zur Impfung ermöglichen. Schliesslich finanziert der Bund die Bereitstellung von Beratern durch die Kantone, um auf das Bedürfnis von noch nicht geimpften Personen nach Information einzugehen. Diese Impfoffensive kostet den Bund maximal 96,2 Millionen Franken.[239]

- Per 26. Oktober 2021 empfahlen das Bundesamt für Gesundheit und die Eidgenössische Kommission für Impffragen Personen über 65 Jahren eine Auffrischimpfung (Booster); dies im Einklang mit dem Zulassungsentscheid von Swissmedic. Diese liess für beide mRNA-Impfstoffe – von Pfizer und Moderna – eine Auffrischimpfung für besonders gefährdete Personen zu. Für die breite Bevölkerung ist eine Boosterimpfung nicht zugelassen und auch nicht empfohlen.[240]

- Per 3. November 2021 beschloss der Bundesrat, dass der Bund und die Kantone eine Impfoffensive durchführen werden, um möglichst viele Personen über die Impfung zu informieren. Erstens veranstalten sie vom 8. bis 14. November unter dem Motto «Gemeinsam aus der Pandemie» eine nationale Impfwoche mit dem Ziel, möglichst viele Menschen über den Nutzen einer Impfung zu informieren; zweitens ermöglichten in Folgewochen zusätzliche Impfmobile einen niederschwelligen Zugang zur Impfung in der ganzen Schweiz; drittens sollten Berater alle, die möchten, direkt mit Informationen über die Impfung versorgen. Für den Bund fielen durch die Impfoffensive Kosten von maximal 96 Millionen Franken an.[241]

- Per 26. November 2021 empfahlen das Bundesamt für Gesundheit und die Eidgenössische Kommission für Impffragen die Auffrischungsimpfung (Booster) für die breite Bevölkerung; dies im Einklang mit dem Zulassungsentscheid der Heilmittelbehörde Swissmedic. Die Empfehlung beruhte auf der Zulassungserweiterung durch Swissmedic, die beide mRNA-Impfstoffe für die Auffrischungsimpfung von Personen ab 16 Jahren mit Pfizer/BioNTech bzw. ab 18 Jahren mit Moderna zugelassen hatte. Bisher erhielten über 350'000 Personen eine Auffrischungsimpfung. Dabei handelte es sich um über 65-Jährige sowie um besonders gefährdete Personen, welche weiterhin prioritär Zugang zur Auffrischungsimpfung erhalten sollten.[242]

- Per 14. Dezember 2021 empfahlen das Bundesamt für Gesundheit und die Eidgenössische Kommission für Impffragen die «COVID-19-Impfung» mit zwei Dosen auch für fünf- bis elfjährige Kinder. Die Empfehlung beruhte auf der Zulassung des mRNA-Impfstoffs Comirnaty® (Pfizer/BioNTech) durch Swissmedic für Kinder im Alter von fünf bis elf Jahren und wurde prioritär empfohlen für Kinder mit engem Kontakt zu besonders gefährdeten Erwachsenen im selben Haushalt, wenn sich letztere beispielsweise wegen einer Immunschwäche nicht impfen können.[243]

- Per 21. Dezember 2021 passten das Bundesamt für Gesundheit und die Eidgenössische Kommission für Impffragen ihre Empfehlung bzgl. Auffrischungsimpfung mit einem mRNA-Impfstoff an: neu wird diese für alle ab 16 Jahren bereits ab vier statt sechs Monaten nach der Grundimmunisierung empfohlen. Bisher waren Auffrischungsimpfungen ab sechs Monaten nach der Grundimmunisierung empfohlen. Eine Verkürzung des zeitlichen Intervalls sei besonders bei älteren Personen wichtig, um sie vor schweren Erkrankungen und Hospitalisierungen zu schützen. Zudem könne ein kürzeres Intervall dazu beitragen, die Ausbreitung der sehr ansteckenden Omikron-Variante zu vermindern. Personen, die eine Dosis des «COVID-19-Impfstoffes» von Janssen vor mindestens vier Monaten erhielten, wird ebenfalls eine Auffrischungsimpfung mit einem mRNA-Impfstoff empfohlen.[244]

- Per 21. Januar 2022 aktualisierte das Bundesamt für Gesundheit und die Eidgenössische Kommission für Impffragen die Empfehlung für die «Auffrischimpfung» mit einem mRNA-Impfstoff für die Altersgruppe der 12–15-Jährigen: Neu wird allen eine «Auffrischimpfung» nach vier Monaten empfohlen. Per Ende Dezember 2021 liess Swissmedic eine zweite Dosis «Janssen-Impfstoff» als «Auffrischimpfung» zu. Gestützt auf diese Datenlage empfahlen Bundesamt für Gesundheit und EKIF die zweite Dosis dieses Impfstoffs explizit nur für Personen ab 18 Jahren, die mit einer Dosis «Janssen-Impfstoff» geimpft wurden und sich aus medizinischen Gründen nicht mit einem mRNA-Impfstoff impfen lassen können oder wollen.[245]

- Per 10. Oktober 2022 trat die neue Impfempfehlung des Bundes in Kraft. Demnach wird eine Impfung bzw. eine Auffrischimpfung besonders für Personen über 65 Jahren empfohlen. Eine Impfung für Personen zwischen 16 und 64 Jahren wird u. a. empfohlen, wenn etwa aufgrund einer Vorerkrankung ein erhöhtes individuelles Erkrankungsrisiko besteht. Diese Impfungen bietet mindestens vorübergehend einen verbesserten individuellen Schutz vor einem schweren Krankheitsverlauf und einen gewissen kurzzeitigen Schutz vor Infektion mit Erkrankung. 97 Prozent der Bevölkerung würden bereits Antikörper gegen SARS-CoV-2 aufweisen, sei es weil sie geimpft oder genesen sind.[246][247]

#### Verabreichte Impfdosen und Nebenwirkungen
- Bis zum 21. Januar 2021 wurden rund 170'000 Personen mit einer ersten Dosis geimpft. Nach der Analyse von bisher 42 Meldungen über aus den klinischen Studien bereits bekannten unerwünschte Arzneimittelwirkungen wurde das Nutzen-Risiko-Verhältnis nach wie vor als positiv eingestuft – obschon 16 Meldungen als schwerwiegend eingestuft wurden und fünf Meldungen in Zusammenhang mit einem tödlichen Verlauf standen.[248]

- Per 11. März 2021 liess Swissmedic verlauten, dass bis zum 8. März 2021 597 Meldungen über vermutete unerwünschte Arzneimittelwirkungen durch Covid-19-Impfungen in der Schweiz ausgewertet wurden. Die Meldungen bestätigten das aus den Zulassungsstudien bekannte Nebenwirkungsprofil. Sie gäben bisher keine Hinweise auf neue Sicherheitsprobleme und änderten das positive Nutzen-Risiko-Verhältnis der beiden zugelassenen Impfstoffe – Pfizer/BioNTech und Moderna – nicht.[249]

- Per 9. April 2021 liess Swissmedic verlauten, dass bis zum 6. April 2021 insgesamt 1'174 Meldungen über vermutete unerwünschte Arzneimittelwirkungen durch Covid-19-Impfungen in der Schweiz ausgewertet wurden. 577 Meldungen bezogen sich auf Pfizer/BioNTech und 580 auf Moderna; bei 17 Fällen wurde der Hersteller nicht genannt. Die Meldungen bestätigten das aus den Zulassungsstudien bekannte Nebenwirkungsprofil. Sie gäben bisher keine Hinweise auf neue Sicherheitsprobleme und änderten das positive Nutzen-Risiko-Verhältnis der beiden zugelassenen Impfstoffe nicht.[250]

- Per 22. April 2021 liess Swissmedic verlauten, dass gemäss Informationen des Bundesamtes für Gesundheit bis einschliesslich 18. April 2021 etwa 2,1 Millionen Impfdosen in der Schweiz verabreicht und etwa 769'000 Personen vollständig geimpft wurden. Bis zum 20. April 2021 wertete Swissmedic 1'485 Meldungen über vermutete unerwünschte Arzneimittelwirkungen durch Covid-19-Impfungen aus. Mit 948 (63,8 %) war der grössere Teil der Meldungen nicht schwerwiegend, 537 Meldungen (36,2 %) wurden als schwerwiegend eingestuft. In den meisten Meldungen wird über mehr als eine Reaktion berichtet (insgesamt 3'851 Reaktionen in den 1'485 Meldungen). Die am häufigsten gemeldeten Reaktionen – in Fällen, die als schwerwiegend eingestuft wurden – waren Fieber (80), Luftnot (39), Kopfschmerzen/Migräne (37), Herpes Zoster-Reaktivierung (34), Schüttelfrost (28), Überempfindlichkeiten (27), Erbrechen (28), Muskelschmerzen (27), Unwohlsein (25) und Blutdruckerhöhung (25).[251]

- Per 21. Mai 2021 liess Swissmedic verlauten, dass gemäss Informationen des Bundesamtes für Gesundheit bis einschliesslich 18. Mai 2021 etwa 3,7 Millionen Impfdosen in der Schweiz verabreicht und etwa 1,24 Millionen Personen vollständig geimpft wurden. Bis zum 18. Mai 2021 wertete Swissmedic 2'269 Meldungen über vermutete unerwünschte Arzneimittelwirkungen durch Covid-19-Impfungen aus. Mit 1’447 (63,8 %) war der grössere Teil der Meldungen nicht schwerwiegend, 822 Meldungen (36,2 %) wurden als schwerwiegend eingestuft. In den meisten Meldungen wird über mehr als eine Reaktion berichtet (insgesamt 5’931 Reaktionen in den 2’269 Meldungen). Die am häufigsten gemeldeten Reaktionen – in Fällen, die als schwerwiegend eingestuft wurden – waren Fieber (103), Luftnot (54), Kopfschmerzen/Migräne (61), Herpes-Zoster-Reaktivierung (61), Erschöpfung (41), Muskelschmerzen (41), Unwohlsein (37), Überempfindlichkeiten (36), anaphylaktische Reaktionen (20), Übelkeit (36), Schüttelfrost (35), Erbrechen (34) und Blutdruckerhöhung (34).[252]

- Per 13. August 2021 liess Swissmedic verlauten, dass bis zum 10. August 2021 5'304 Meldungen über vermutete unerwünschte Arzneimittelwirkungen durch Covid-19-Impfungen in der Schweiz ausgewertet wurden. In den meisten Meldungen wird über mehr als eine Reaktion berichtet. Mit 3'466 (65,3 %) war der grössere Teil der Meldungen nicht schwerwiegend, 1'838 (34,7 %) Meldungen wurden als schwerwiegend eingestuft.[253]

- Gemäss dem Bundesamt für Statistik auf Grundlage ärztlichen Todesursachenzertifikaten starben im Jahr 2021 19 Personen an unerwünschten Nebenwirkungen von Covid-19-Impfstoffen als Haupttodesursache. Dabei handelt es sich um Personen hohen Alters, bei denen für den Tod relevante Begleiterkrankungen vorgelegen hatten.[254] Laut Swissmedic ist nicht gesichert, «dass in den genannten Fällen die Impfung Todesursache war». Einige dieser Fälle hätte Swissmedic untersucht und sei zum Schluss gekommen, dass nicht die Impfstoffe, sondern mehrere Vorerkrankungen für den Tod verantwortlich waren. Weitere Fälle seien noch in Abklärung (Stand April 2023).[255] Swissmedic führt bei jeder Verdachtsmeldung eine aufwendige Analyse durch interne wie externe Fachpersonen durch, dazu gehören unter anderem eine Auswertung von Krankengeschichten inklusive Laborberichte, Austrittsberichte, Bildmaterial und falls vorhanden Autopsieberichte.[256]

#### Covid-Zertifikat
Am 22. April 2021 liess das Bundesamt für Gesundheit verlauten, dass bis im Sommer ein Schweizer Covid-Zertifikat entwickelt werden soll. Dabei würden die betroffenen Kreise – die Kantone, die Verbindung der Schweizer Ärztinnen und Ärzte (FMH), die Pharmasuisse, die Ärzte, die Apotheker – einbezogen. Das Zertifikat werde mit der Lösung des Bundesamtes für Informatik und Telekommunikation realisiert, womit das Eidgenössische Finanzdepartement die Projektverantwortung vom Eidgenössischen Departement des Innern übernehme. Der Bundesrat verabschiedete an der Sitzung vom 4. Juni 2021 die Verordnung über die Covid-Zertifikate, welche die rechtliche Grundlage für die Ausstellung von Zertifikaten bildet. Nebst Form und Inhalt regelt diese auch die Zuständigkeiten von Bund und Kantonen bei der Ausstellung, die Vorgaben für die Überprüfung sowie die Kompatibilität der Zertifikate mit dem digitalen Covid-Zertifikat der EU. Diese Verordnung trat per 7. Juni 2021 in Kraft. Per 30. Juni 2021 passte der Bundesrat die Verordnung über die Covid-Zertifikate an. Der Grund sei das datenminimierte «Zertifikat Light», mit welchem Inhaber ab dem 12. Juli 2021 die Möglichkeit hätten, eine Zertifikatskopie ohne Gesundheitsdaten zu generieren. Das Zertifikat ist lediglich elektronisch verfügbar und wird ausschliesslich in der Schweiz anerkannt. Per 9. Juli 2021 anerkannte die EU das Schweizer Covid-Zertifikat, welches nun im gesamten EU- und EFTA-Raum anwendbar ist. Gleichzeitig anerkannte die Schweiz ihrerseits die in den EU- und EFTA-Mitgliedsstaaten ausgestellten Zertifikate.
Schon im Dezember 2021 konnte die Behörden in St. Gallen 6'000 gefälschte Zertifikate nachweisen, deren Zahl bis Januar 2023 auf 9'000 korrigiert wurde, davon waren 8'000 Impfzertifikate. Die Fälschungen waren für Preise zwischen 300 und 800 Franken verkauft worden. Alleine bis Januar 2023 waren bereits 56 rechtskräftige Strafbefehle gegen Käufer ergangen. Zu den Strafbefehlen kam auch für Käufer ein Strafregistereintrag. Im Kanton Zürich verkaufte eine Arztpraxis 1100 illegale Impfnachweise. Die anfänglichen Preise von 300 stiegen später auf bis zu 1'100 Franken, was in dieser Praxis einen Deliktbetrag von rund 550'000 Franken ergab.

### Retrospektive
Der während der COVID-19-Pandemie amtierende Präsident der Eidgenössischen Kommission für Impffragen, Christoph Berger, sagte 2024, dass er heute bei Impf-Empfehlungen für COVID-19 «noch zurückhaltender agieren» würde. Die Impfung für Jugendliche und Kinder sei zwar «überhaupt nicht gefährlich» gewesen, die Infektion mit COVID-19 jedoch auch nicht.

## Desinformation
Während der COVID-19-Pandemie kam es weltweit zu einer Fülle an Falschinformationen, Desinformation, Fake News und Verschwörungstheorien, die von privaten Stellen gestreut wurden und sich schnell in den sozialen Medien verbreiteten.
- Die Grünen des Kantons Zürich distanzierten sich am 11. Mai 2020 von ihrem Kantonsrat Urs Hans, weil er Verschwörungstheorien zu SARS-CoV-2 verbreitete. So wetterte der notorische Impfgegner beispielsweise gegen Bill Gates, ein beliebtes Feindbild von Verschwörungstheoretikern.[271]

- Die Fachstelle Extremismus- und Gewaltprävention (Fexx) des Basler Vereins Aktion Kinder des Holocaust reichte bei der Staatsanwaltschaft Basel-Landschaft Strafanzeige gegen Tobias Steiger – Sektionspräsident des Basler Ablegers der Partei National Orientierter Schweizer – wegen Verletzung der Antirassismusstrafnorm ein. Unter dem Titel «Schluss mit Lügen und Zensur» veröffentlichte er antisemitische Tiraden auf der Partei-Homepage. Hinter der Corona-Krise sah Steiger «eine jüdische Verschwörung». Zudem soll die Rothschild-Dynastie und die amerikanische Rockefeller-Stiftung die Finanzierung eines Chip-Zertifikats für eine Impfkampagne unterstützen, die der Dezimierung und Sterilisierung der Weltbevölkerung dienen sollte.[272]

## Nachträgliche Überprüfung der Verfassungsmässigkeit der Massnahmen
Die Geschäftsprüfungskommission des Nationalrates (GPK-N) hat am 30. Juni 2023 einen ausführlichen Bericht über ihre Untersuchung vorgelegt, wie sich die zuständigen Bundesbehörden vergewissert haben, dass die verfassungsrechtlichen Voraussetzungen für die Einschränkung von Grundrechten durch die Massnahmen des Bundes zur Bewältigung der Covid-19-Pandemie erfüllt waren. Am Beispiel der Ausweitung der Covid-Zertifikatspflicht hat die Kommission keine grundlegenden Mängel erkannt. Auch das Bundesgericht hält in einem im August 2024 veröffentlichten Urteil fest, dass die vom Bundesrat erlassenen Massnahmen nicht widerrechtlich gewesen sind.

## Unterlassene Berichterstattung des SRF über die RKI-Protokolle
Die Unabhängige Beschwerdeinstanz für Radio und Fernsehen UBI kam im April 2025 zum Schluss, dass die Nichtberichterstattung des Schweizer Radio und Fernsehens (SRF) über die in den Protokollen des RKI-Krisenstabs enthaltenen Vorgänge, insbesondere den Umstand, dass die Wissenschaft der Politik folgte und nicht umgekehrt, programmrechtswidrig war. Sie bewirkte eine Unausgewogenheit in der Berichterstattung bezüglich der Aufarbeitung der Corona-Pandemie im relevanten Zeitraum und verletzte daher das Vielfaltsgebot.

### Juristische Aufarbeitung
- Helbing Lichtenhahn Verlag (Hrsg.): COVID-19 – Ein Panorama der Rechtsfragen zur Corona-Krise. Basel 2020, ISBN 978-3-7190-4376-6.
- Andreas Stöckli: Regierung und Parlament in Pandemiezeiten. In: Zeitschrift für Schweizerisches Recht. Band 139: Sondernummer «Pandemie und Recht», 2020.
- Felix Uhlmann, Stefan Höfler (Hrsg.): Notrecht in der Corona-Krise: 19. Jahrestagung des Zentrums für Rechtsetzungslehre (= Rechtsetzungslehre (ZfR). Band 12). Dike, 2021, ISBN 978-3-03891-351-1.

## Dokumentationen
- Das Schweizer Radio und Fernsehen veröffentlichte im September 2020 den Film «Pandemie-Vorsorge: Mangelhaft».[277]

- Im Oktober 2020 veröffentlichte der selbstständige Fernsehjournalist Reto Brennwald den Film «Unerhört!», in dem u. a. Staatsrechtler, Ärzte und Demonstranten zu Wort kommen.[278] Medien kritisierten den Film mehrheitlich negativ aufgrund seiner Einseitigkeit und Unausgewogenheit.[279][280][281][282][283]

- Die SRF-Sendung Reporter begleitet die grösste Impfaktion der Schweiz, am 24. Februar 2021 wurde die Reportage «Corona-Impfung – Unheil oder Segen?» ausgestrahlt.[284]

- Am ersten Jahrestag des ersten offiziellen Covid-19-Falls in der Schweiz sendete SRF 1 am 25. Februar 2021 den Film «Pandemie – Auf den Spuren von Covid-19».[285]

- Groll nach Corona – Was ist aus Massnahmekritischen nach der Pandemie geworden? In: SRF.ch, 29. Mai 2023 (28 Min.; YouTube).

### Informationsseiten
- Coronavirus – So schützen wir uns Kampagnen-Website des Bundesamts für Gesundheit, bag-coronavirus.ch
- Coronavirus, Informationsseite des Schweizer Bundesamts für Gesundheit (BAG), bag.admin.ch
- Covid-19 Schweiz – Kennzahlen zur Coronavirus-Pandemie in der Schweiz, covid19.admin.ch
- Johns Hopkins CSSE: Coronavirus COVID-19 Global Cases. auf gisanddata.maps.arcgis.com
- Website Worldometers: Echtzeit-Daten der Corona-Virus-Pandemie, worldometers.info
- Fallzahlen in den Schweizer Kantonen und im Fürstentum Liechtenstein auf GitHub, aufbereitet vom Statistischen Amt Kanton Zürich
- Swiss National COVID-19 Science Task Force

### Rechtliche Grundlagen
(auf admin.ch)
- SR 101 Bundesverfassung der Schweizerischen Eidgenossenschaft vom 18. April 1999 (Stand am 1. Januar 2021):
Artikel 185 Äussere und innere Sicherheit
- SR 818.101 Bundesgesetz über die Bekämpfung übertragbarer Krankheiten des Menschen (Epidemiengesetz, EpG) vom 28. September 2012 (Stand am 25. Juni 2020)
- SR 818.102 Bundesgesetz über die gesetzlichen Grundlagen für Verordnungen des Bundesrates zur Bewältigung der Covid-19-Epidemie (Covid-19-Gesetz) vom 25. September 2020 (Stand am 1. April 2021)
- SR 818.101.24 Verordnung über Massnahmen zur Bekämpfung des Coronavirus (COVID-19) vom 28. Februar 2020 (nicht mehr in Kraft)
- SR 818.101.24 Verordnung 2 über Massnahmen zur Bekämpfung des Coronavirus (COVID-19) (COVID-19-Verordnung 2) vom 13. März 2020 (nicht mehr in Kraft)
- AS 2020 2195 Verordnung 3 über Massnahmen zur Bekämpfung des Coronavirus (Covid-19) (Covid-19-Verordnung 3) vom 19. Juni 2020 (nicht mehr in Kraft)